# 6月6日
6月6日（ろくがつむいか）は、グレゴリオ暦で年始から157日目（閏年では158日目）にあたり、年末まであと208日ある。

## できごと

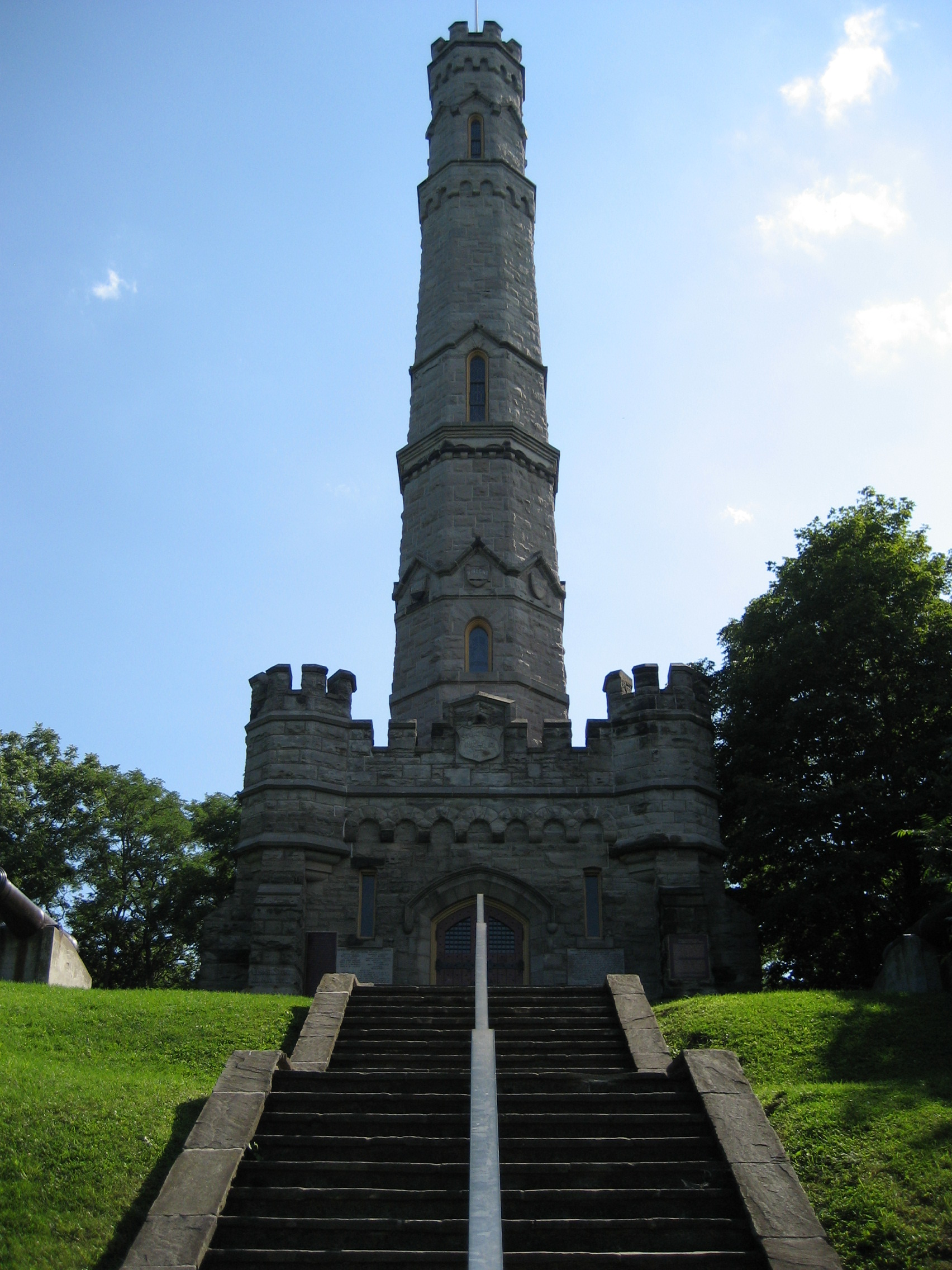
米英戦争、ストーニー・クリークの戦い(1813)

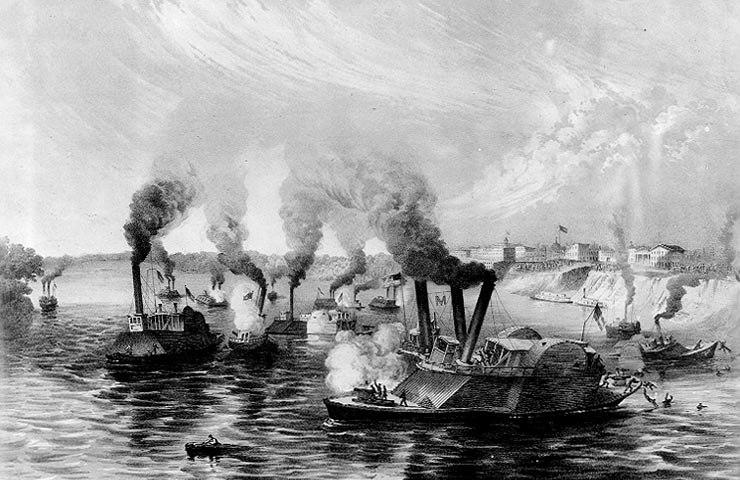
南北戦争、メンフィスの戦い(1862)。ミシシッピ川の南軍水上戦力が壊滅

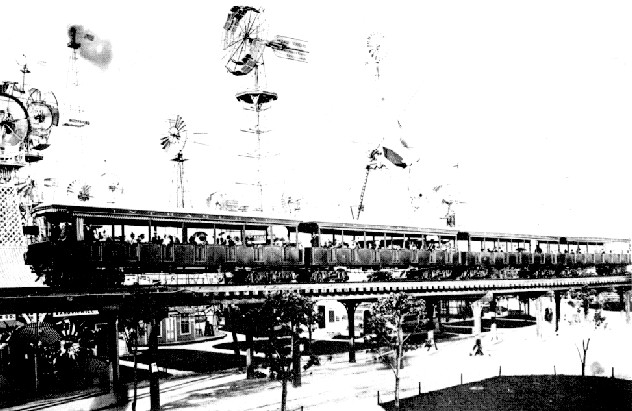
高架鉄道シカゴ・L(1892)開業

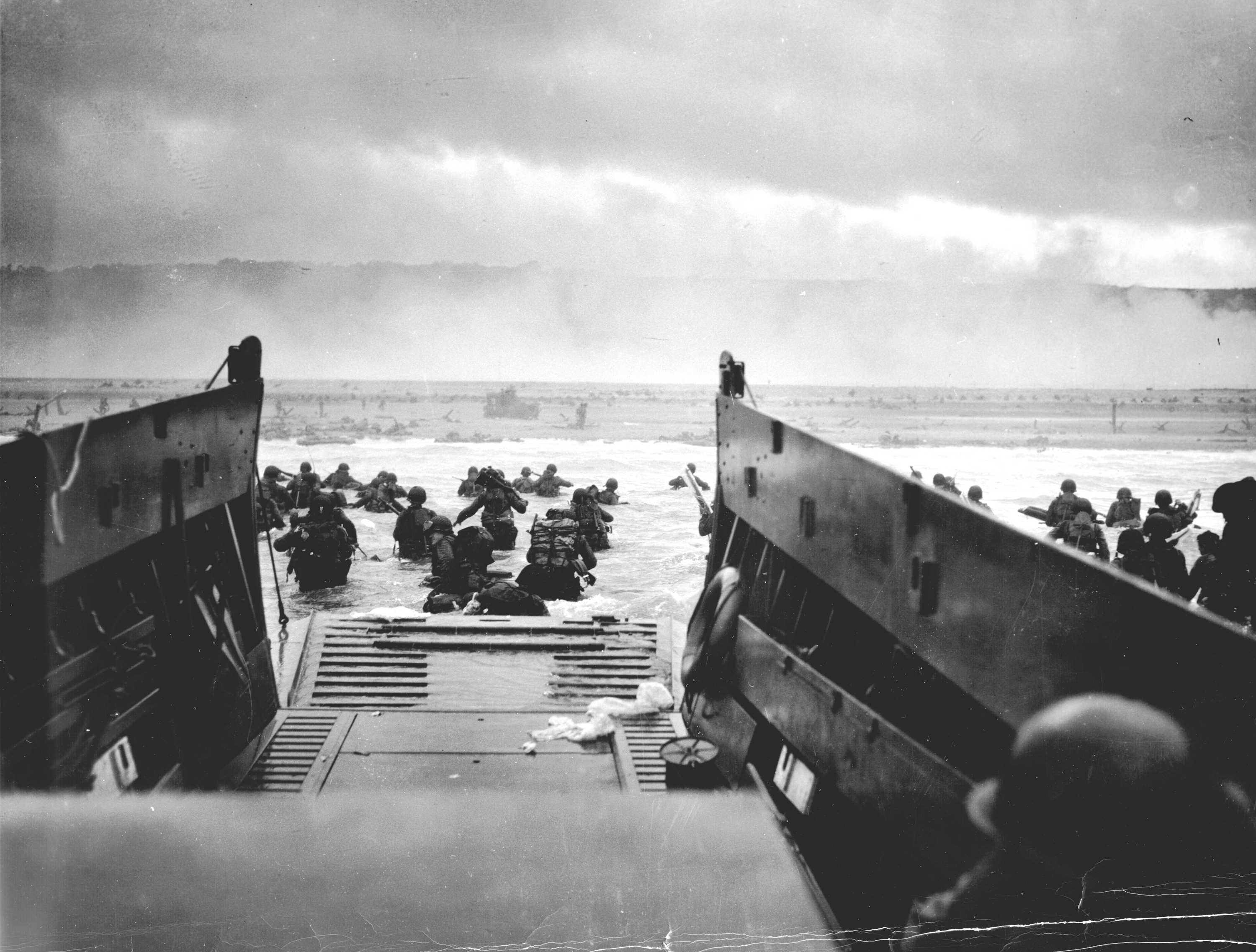
ノルマンディー上陸作戦決行(1944)

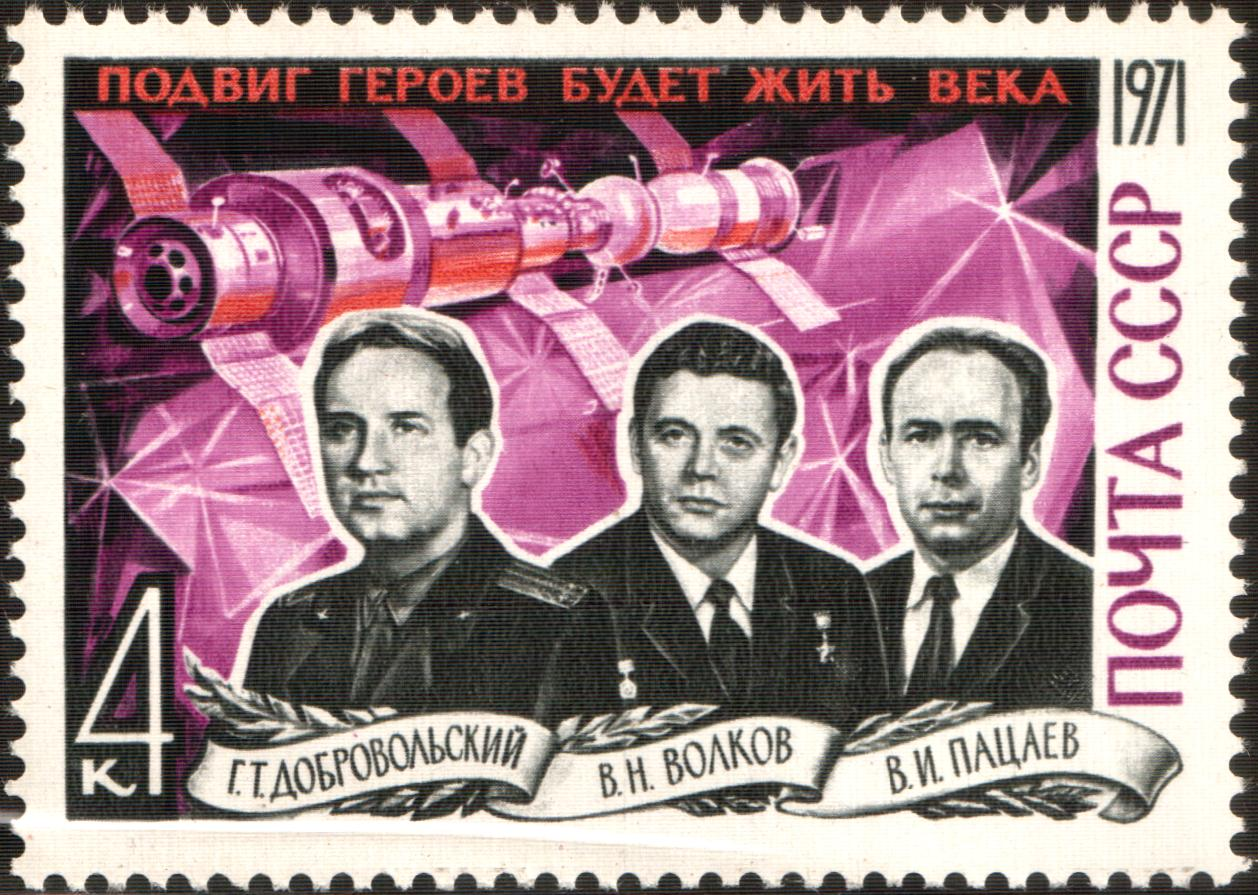
ソユーズ11号打ち上げ(1971)。翌日世界初の宇宙ステーションへのドッキングに成功するも飛行士の生還は叶わず

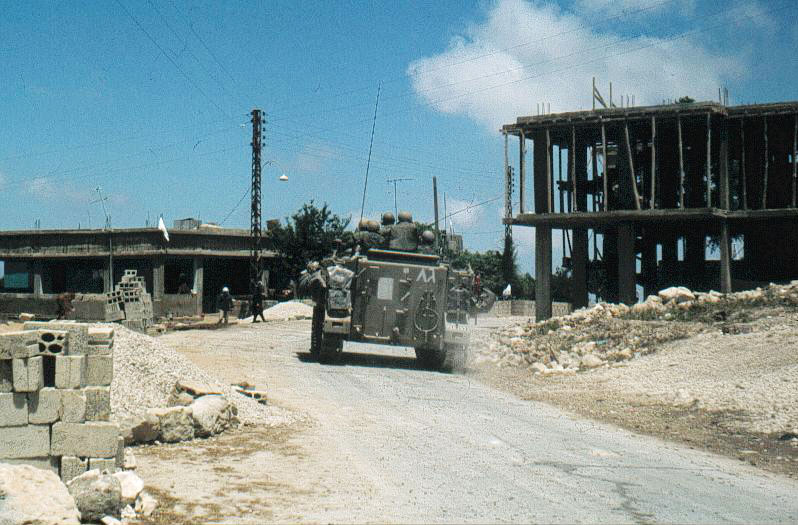
イスラエルがレバノンに侵攻しレバノン戦争勃発(1982)

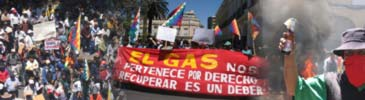
ボリビアガス紛争(2003)、カルロス・メサ・ヒスベルト大統領が辞任

- 1221年（承久3年5月15日） - 承久の乱: 後鳥羽上皇が鎌倉幕府の北条義時追討の院宣を発する。
- 1505年 - ロームスタン地震、チベットとネパールに影響を及ぼし、カトマンズとインド・ガンジス平原の一部に深刻な被害をもたらした[1]。
- 1513年 - イタリア戦争（カンブレー同盟戦争）: ノヴァーラの戦い
- 1523年 - スウェーデンが同君連合カルマル同盟からの離脱・独立を宣言、グスタフ1世が国王に選出される[2]。
- 1654年 - スウェーデン女王クリスティーナが従兄のカール10世に譲位。
- 1674年 - シヴァージーがマラーター王国を建国し、戴冠[3]。
- 1683年 - オックスフォード大学のアシュモレアン博物館が開館[4]。世界初の大学博物館。
- 1808年 - ナポレオン・ボナパルトの兄ジョゼフ・ボナパルトがホセ1世としてスペイン王に即位。
- 1813年 - 米英戦争: ストーニー・クリークの戦い
- 1832年 - パリの六月暴動が鎮圧。小説家ヴィクトル・ユゴーはこの時パリに住んでおり、小説「レ・ミゼラブル」を書くきっかけになった[5]。
- 1844年 - ジョージ・ウィリアムズが、英国ロンドンでキリスト教青年会（YMCA）を創立[6]。
- 1859年 - オーストラリアで、ニューサウスウェールズから分割してクイーンズランド植民地を設置[7]。
- 1862年 - 南北戦争: メンフィスの戦い
- 1862年（文久2年5月9日） - 江戸幕府遣欧使節・竹内保徳がラッセル英外相とロンドン覚書に調印。
- 1869年 - スペインで、立憲君主制の新憲法が公布。
- 1892年 - シカゴの高架鉄道シカゴ・Lが開業[8]。
- 1912年 - アラスカのノバラプタ山が大噴火。6日から8日にかけて、合計13km3のマグマが噴出し、火山灰は大気中32ｋｍ以上まで舞い上がった[9]。
- 1915年 - 焼岳で噴火。梓川がせき止められて大正池ができる[10]。
- 1921年 - ロンドンのサザーク橋が開通[11]。
- 1925年 - ウォルター・クライスラーによってクライスラーコーポレーションが創業[12]。
- 1925年 - パリでプロコフィエフの交響曲第2番が初演[13]。
- 1933年 - アメリカニュージャージー州カムデンで世界初のドライブインシアターが開業[14]。
- 1934年 - ニューディール政策: フランクリン・ルーズベルト大統領が1934年証券取引所法に署名し、法律が発効。
- 1941年 - 北海道紋別郡雄武町で幌内ダム決壊事故発生。60名が死亡する。
- 1942年 - 第二次世界大戦・アリューシャン方面の戦い: 日本軍がアリューシャン列島のアッツ島を占領。
- 1942年 - 第二次世界大戦・ミッドウェー海戦:主力空母「赤城」「飛龍」が沈没し日本海軍機動部隊が事実上壊滅。
- 1944年 - 第二次世界大戦: ノルマンディー上陸作戦が決行される。（D-デイ）
- 1945年 - 第二次世界大戦・沖縄戦: 陸戦隊指揮官大田実海軍少将が海軍次官宛に、後世有名になった「沖縄県民斯ク戦ヘリ」の電報を打電。
- 1946年 - ニューヨークでNBAの前身のBasketball Association of America (BAA) が設立。
- 1949年 - 土地改良法公布。
- 1950年 - ズゴジェレツ条約（英語版）成立。ポーランドと東ドイツの国境がオーデル・ナイセ線に確定。
- 1950年 - レッドパージ: 連合国軍最高司令官総司令部 (GHQ) の指令により日本共産党中央委員24名が公職追放の対象となる[15]。
- 1952年 - 中央教育審議会設置[16]。
- 1966年 - 公民権運動家ジェームズ・メレディスが狙撃され負傷。
- 1971年 - ソ連で3人乗りの宇宙船ソユーズ11号打ち上げ。翌日、軌道科学ステーションサリュートにドッキング。
- 1971年 - ベトナム戦争: ロンカンの戦い（英語版）
- 1971年 - 米CBSで1948年から放送されていた長寿バラエティ番組『エド・サリヴァン・ショー』最後の放送。
- 1972年 - 関東地方で大規模な光化学スモッグの被害。埼玉県では学校の生徒を中心に約1800人が、東京都内でも900人超が目やのどに痛みを訴えた[17]。
- 1979年 - 江ノ電藤沢駅で、電車が停止できず車止めを破る事故が発生。乗客24人が負傷[18]。
- 1982年 - イスラエルがレバノンに侵攻、レバノン戦争勃発。
- 1984年 - ブルースター作戦: インド首相インディラ・ガンディーの命によりインド陸軍がシク教の総本山であるハリマンディル・サーヒブを攻撃。
- 1984年 - テトリスの最初のバージョンがソビエト連邦で誕生。
- 1985年 - 川崎市で、交通事故で大けがをした小学生が、エホバの証人信徒の両親が信仰上の理由で輸血を拒否したため、出血多量で死亡。
- 1992年 - PKO国会: 参議院本会議でPKO協力法案の採決に社会党が牛歩戦術で抵抗。11時間半におよぶ採決を経て可決される。
- 1993年 - モンゴルで民主化後初の大統領直接選挙が行われる。
- 1994年 - コロンビア南部カウカ県でM6.4の地震。約800名の死者を出す。
- 2002年 - 東地中海隕石爆発。東地中海上空で、小天体が爆発。
- 2003年 - 武力攻撃事態法など武力攻撃事態対処関連3法が成立[19]。日本で戦後初の有事法制。
- 2004年 - 上海インターナショナルサーキットオープン。
- 2005年 - ボリビアガス紛争: ボリビアのメサ大統領が辞任[20]。
- 2013年 - エドワード・スノーデンによってNSAの大量監視プログラム「PRISM」が内部告発された[21][22]。
- 2015年 - 砂川市一家5人死傷事故: 北海道砂川市の国道12号で、飲酒後の男2人が、飲み直すため速度を競い合い自動車を運転。赤信号を無視して時速100キロ超で交差点に突入し、北海道歌志内市の一家5人が乗る車に衝突し、4人が死亡、1人が重体となった。
- 2017年 - 大津地裁による運転差し止めの仮処分決定により、同年3月から停止していた福井県の高浜原子力発電所の3号機が再稼働。
- 2017年 - シリア内戦：ラッカの戦い（英語版）は、イラクとレバントのイスラム国（ISIL）から都市を占領するためのシリア民主軍（SDF）による攻撃が開始された[23]。
- 2019年 - ゴルフの全米女子オープンで、笹生優花が優勝。フィリピン国籍初のメジャー優勝を果たす[24]。
- 2020年 - 東京メトロ日比谷線に新たに虎ノ門ヒルズ駅が開業[25]。1964年以来56年ぶりの新駅となった。
- 2023年 - ウクライナ南部ヘルソン州のロシア支配地域にあるカホウカ水力発電所のダムが、攻撃を受けて決壊。周辺の地域で洪水が発生し、1万7000人が避難を強いられた[26][27]。同日、この決壊を議論する国際連合安全保障理事会が開催された[28]。

## 誕生日

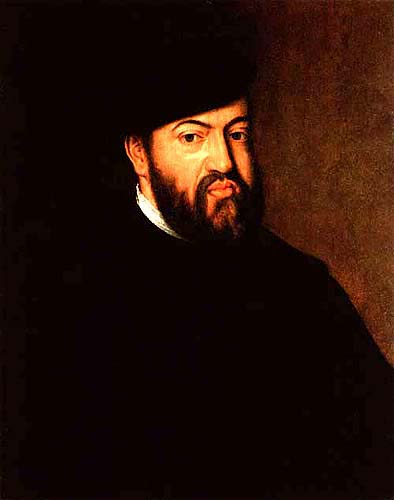
ポルトガル王ジョアン3世(1502-1557)誕生。治世下で日本との交易が確立された

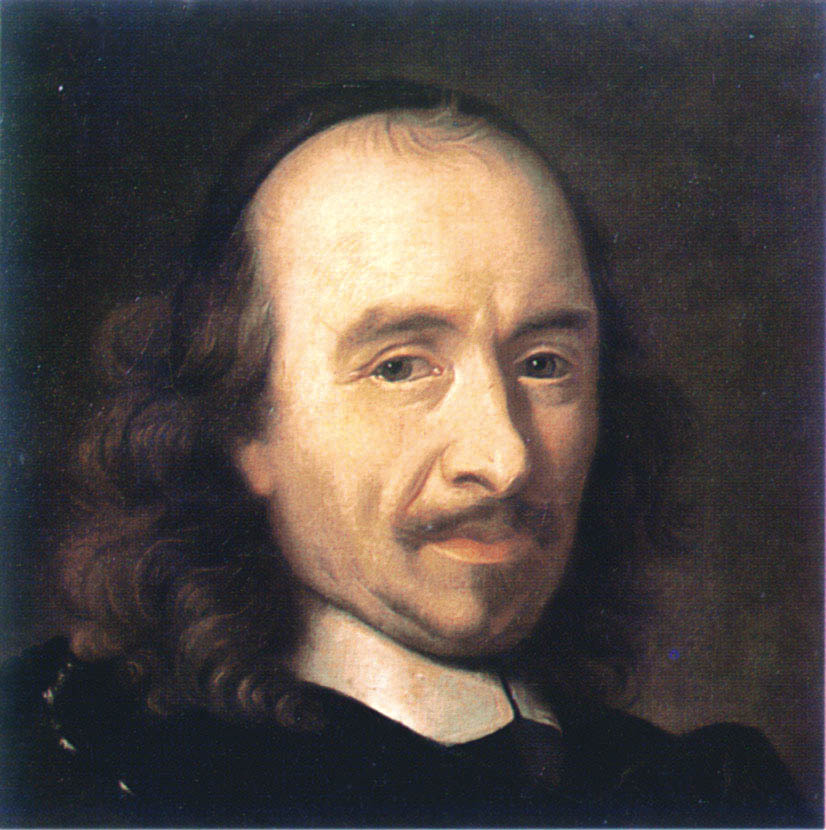
フランス古典主義三大劇作家の1人、ピエール・コルネイユ(1606-1684)誕生

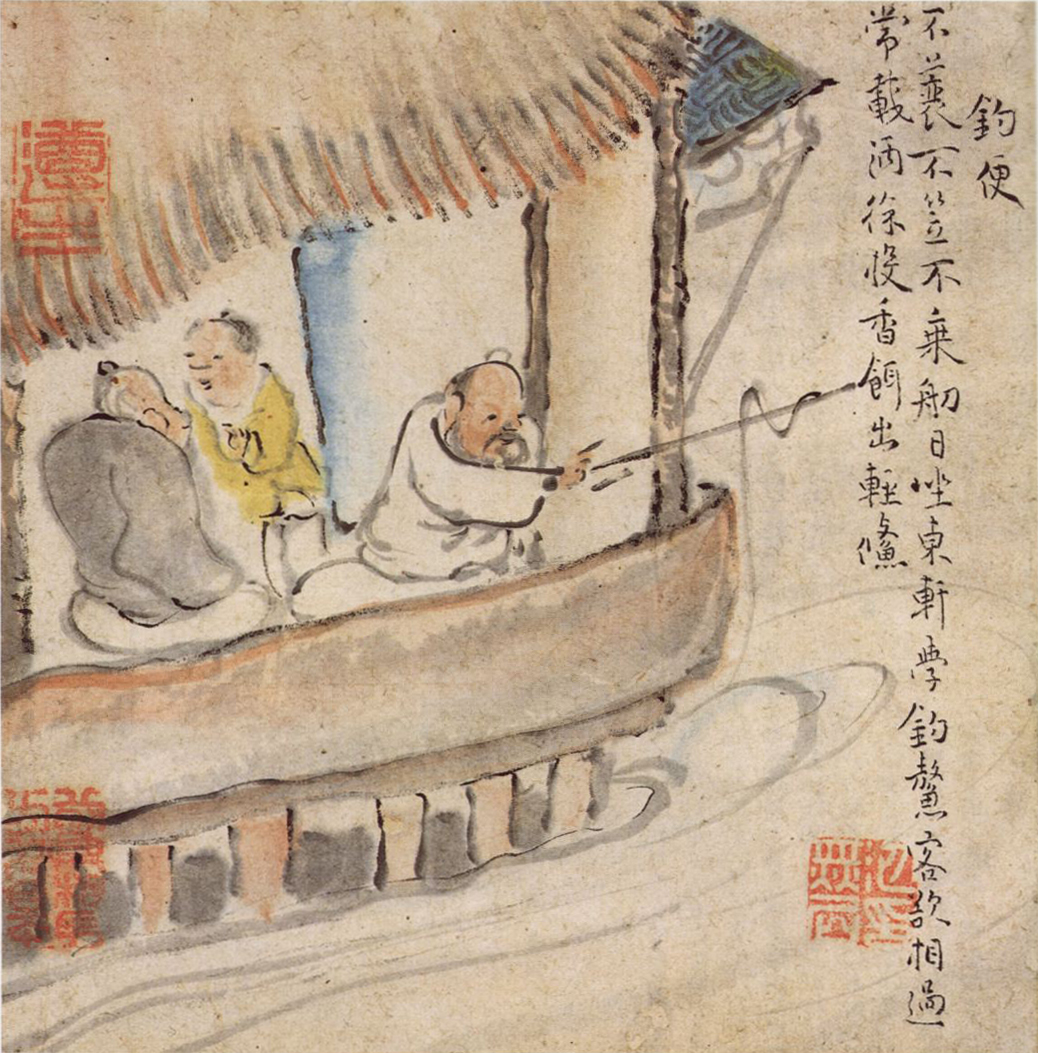
文人画家池大雅(1723-1776)誕生。画像は『釣便図』

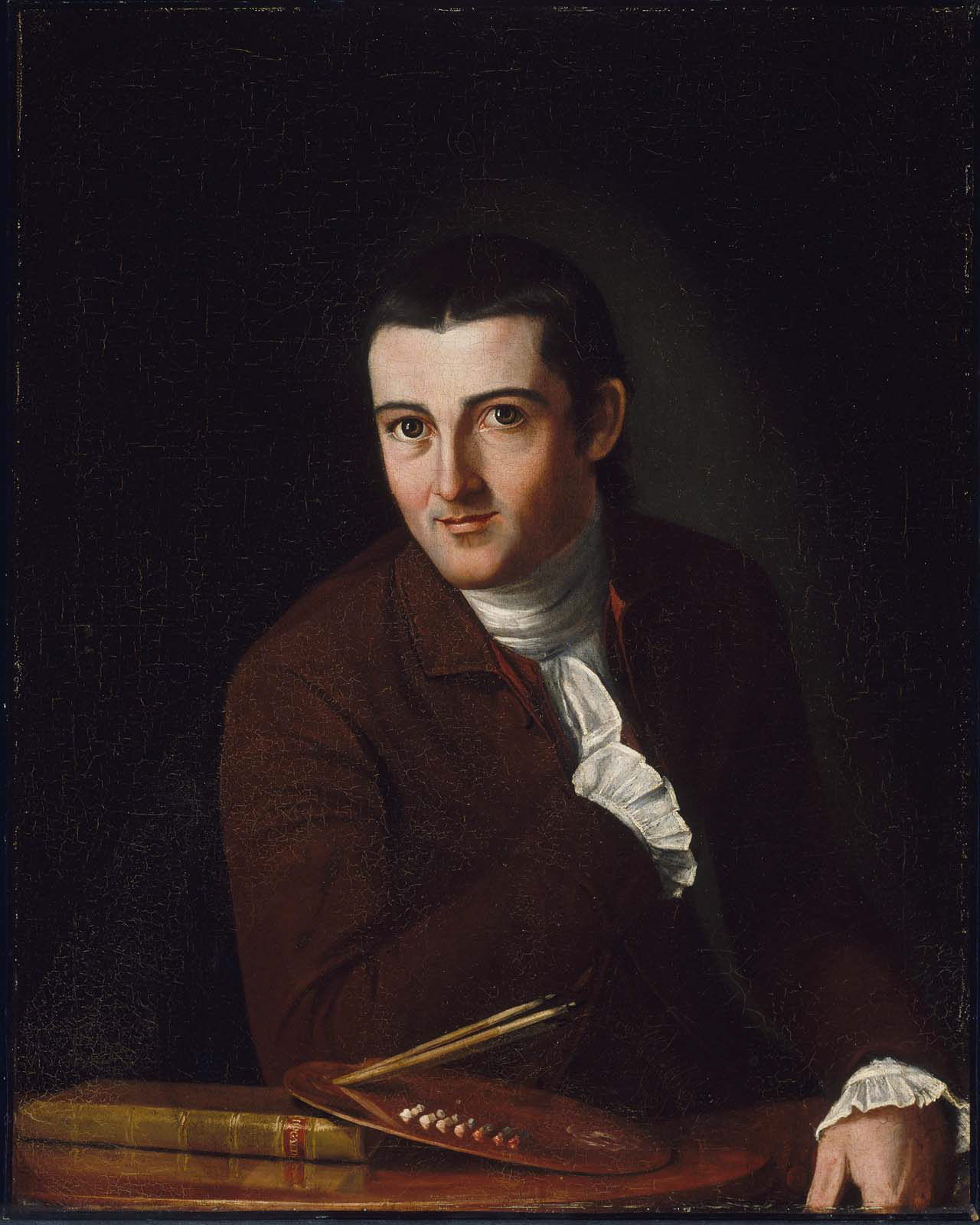
画家ジョン・トランブル(1756-1843)。画像は自画像(1777)

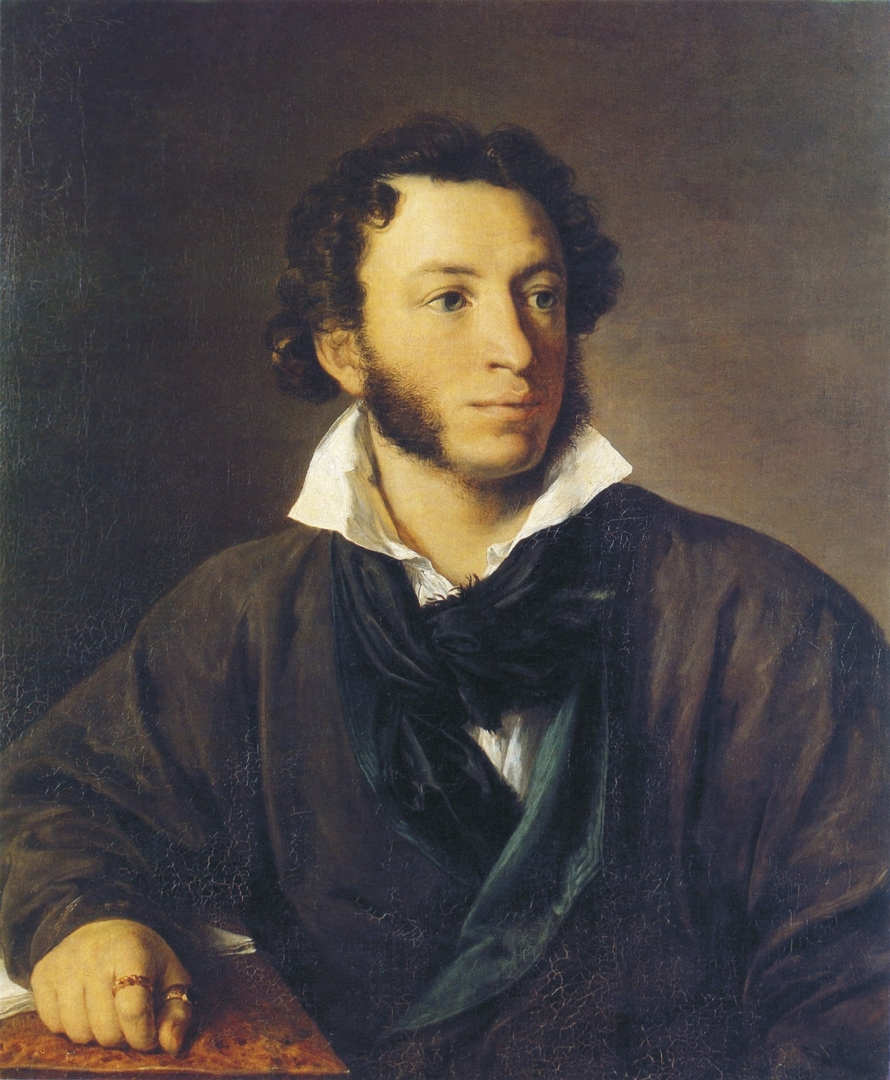
アレクサンドル・プーシキン(1799-1837)

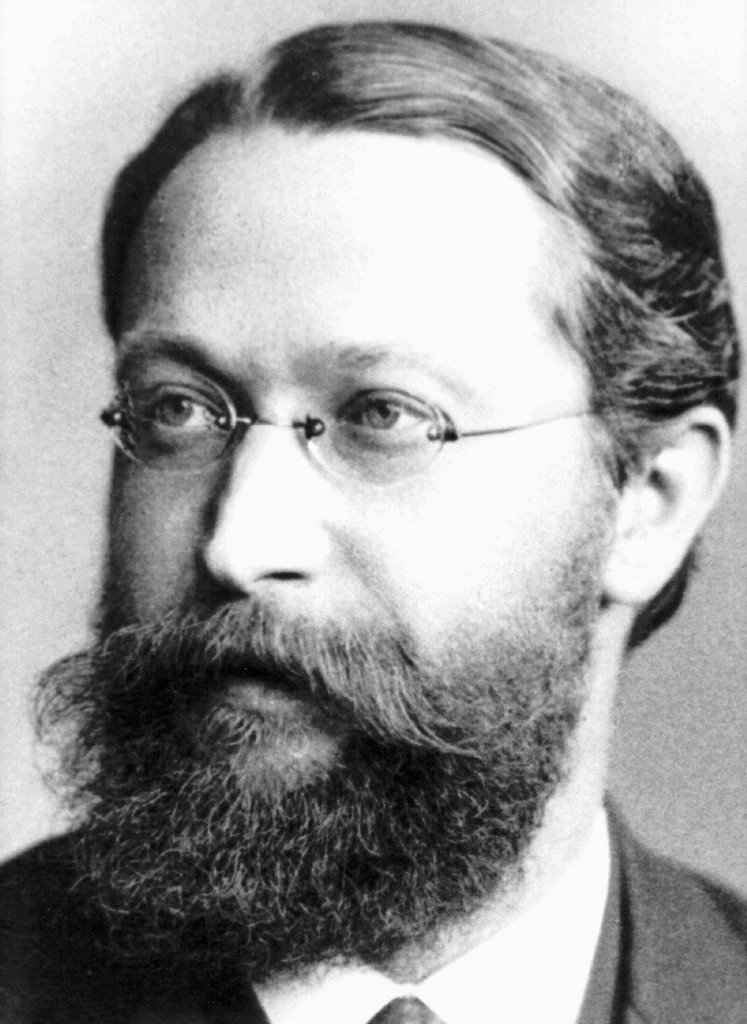
ブラウン管を発明した物理学者フェルディナント・ブラウン(1850-1918)

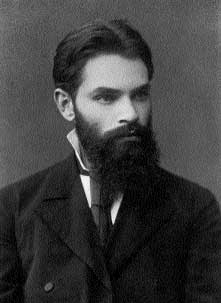
数学者アレクサンドル・リャプノフ(1857-1918)

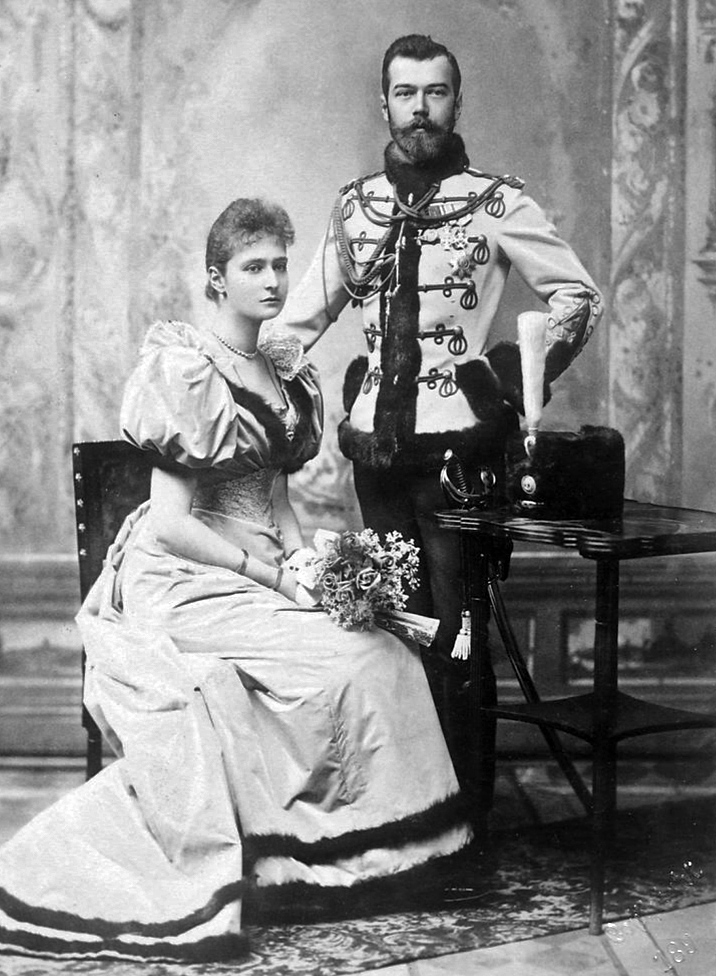
ニコライ2世皇后アレクサンドラ・フョードロヴナ(1872-1918)

インドネシア共和国初代大統領スカルノ(1901-1970)

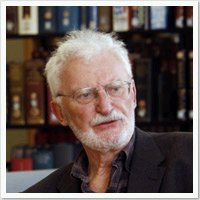
走査型トンネル電子顕微鏡を開発した物理学者ハインリッヒ・ローラー(1933-2013)

- 1436年 - レギオモンタヌス、天文学者（+ 1476年）
- 1502年 - ジョアン3世、ポルトガル王（+ 1557年）
- 1599年 - ディエゴ・ベラスケス、画家（+ 1660年）
- 1606年 - ピエール・コルネイユ、詩人、劇作家（+ 1684年）
- 1701年（元禄14年5月1日） - 細川利恭、第3代肥後新田藩主（+ 1749年）
- 1714年 - ジョゼ1世、ポルトガル王国ブラガンサ王朝の国王（在位：1750年 - 1777年）（+ 1777年）
- 1723年（享保8年5月4日） - 池大雅、画家（+ 1776年）
- 1733年（享保18年4月24日） - 前田利道、第5代大聖寺藩主（+ 1781年）
- 1737年（元文2年5月8日） - 加藤泰宦、第5代新谷藩主（+ 1771年）
- 1755年 - ネイサン・ヘイル、軍人（+ 1776年）
- 1756年 - ジョン・トランブル、画家（+ 1843年）
- 1799年（ユリウス暦5月26日） - アレクサンドル・プーシキン、詩人（+ 1837年）
- 1801年（享和元年4月25日） - 川路聖謨、旗本（+ 1868年）
- 1829年（文政12年5月5日） - 本因坊秀策、囲碁棋士（+ 1862年）
- 1840年 - ジョン・ステイナー、作曲家（+ 1901年）
- 1849年 - ジム・デブリン、元プロ野球選手（+ 1883年）
- 1850年 - フェルディナント・ブラウン、物理学者（+ 1918年）
- 1857年 - アレクサンドル・リャプノフ、数学者（+ 1918年）
- 1868年 - ロバート・スコット、南極探検家（+ 1912年）
- 1869年 - ジークフリート・ワーグナー、作曲家、指揮者、バイロイト音楽祭芸術監督（+ 1930年）
- 1872年 - アレクサンドラ皇后、ニコライ2世の皇后（+ 1918年）
- 1875年 - トーマス・マン、小説家（+ 1955年）
- 1876年 - 石橋和訓、画家（+ 1928年）
- 1883年 - 橋本虎之助、軍人（+1952年）
- 1885年 - 川端龍子、日本画家（+ 1966年）
- 1886年 - 石田利作、教育者（+1967年）
- 1888年 - 神近市子、評論家、政治家（+ 1981年）
- 1893年 - サライ・シャーンドル、フィギュアスケート選手（+ 1965年）
- 1895年 - 中村時蔵 (3代目)、歌舞伎役者（+1959年）
- 1896年 - 務臺光雄、実業家（+ 1991年）
- 1896年 - ロバート・C・シェリフ、劇作家、脚本家、小説家（+ 1975年）
- 1896年 - ヘンリー・アリンガム、退役軍人、スーパーセンテナリアン（+ 2009年）
- 1896年 - イタロ・バルボ、軍人、探検家、政治家（+ 1940年）
- 1897年 - 早川種三、実業家（+ 1991年）
- 1898年 - ニネット・ド・ヴァロア、バレエダンサー、振付師（+ 2001年）
- 1901年 - スカルノ、初代インドネシア大統領（+ 1970年）
- 1903年（ユリウス暦5月24日） - アラム・ハチャトゥリアン、作曲家（+ 1978年）
- 1904年 - ヘレン・マクロイ、推理作家（+ 1994年）
- 1905年 - 山田勝巳、ノルディック複合、スキージャンプ選手（+ 1970年）
- 1905年 - 三木義雄、陸上競技選手（+ 没年不詳）
- 1906年 - マックス・ツォルン、数学者（+ 1993年）
- 1907年 - ビル・ディッキー、元プロ野球選手（+ 1993年）
- 1909年 - アイザイア・バーリン、哲学者（+ 1997年）
- 1910年 - フリーツィ・ブルガー、フィギュアスケート選手（+ 1999年）
- 1912年 - 新田次郎、小説家（+ 1980年）
- 1912年 - 青山杉雨、書家（+ 1993年）
- 1915年 - ヴィンセント・パーシケッティ、作曲家、ピアニスト、指揮者、音楽教育家（+ 1987年）
- 1916年 - アマニ・ディオリ、政治家（+1989年）
- 1916年 - 高橋義治、実業家（+1986年）
- 1917年 - カーク・カーコリアン、実業家（+2015年）
- 1917年 - 小森邦夫、彫刻家（+ 1993年）
- 1917年 - 成田友三郎、元プロ野球選手（+ 1989年）
- 1918年 - エドヴィン・クレープス、生化学者 （+ 2009年）
- 1919年 - 久松保夫、俳優、声優（+ 1982年）
- 1919年 - ピーター・キャリントン (第6代キャリントン男爵)、政治家、外務英連邦大臣（+ 2018年）
- 1923年 - V・C・アンドリュース、ゴシック・ロマンス作家（+ 1986年）
- 1924年 - セルジュ・ニグ、作曲家（+ 2008年）
- 1925年 - 大滝秀治、俳優（+ 2012年）
- 1926年 - クラウス・テンシュテット、指揮者（+ 1998年）
- 1926年 - トルステン・アンデルソン、画家（+ 2009年）
- 1926年 - 牧野由朗、社会学者、第12代愛知大学学長、北京第二外国語学院名誉教授（+ 2016年）
- 1927年 - ピーター・スピア、作家、イラストレーター（+ 2017年）
- 1928年 - 中村たつ、女優
- 1928年 - R・D・ウィングフィールド、小説家（+ 2007年）
- 1929年 - 井原高忠、テレビディレクター（+ 2014年）
- 1929年 - 長野敬、生物学者、翻訳家（+ 2017年）
- 1929年 - サバーハ・アル＝アフマド・アル＝ジャービル・アッ＝サバーハ、第15代クウェート首長
- 1929年 - ボグスワフ・シェッフェル、作曲家、演奏家、劇作家、画家、音楽学者（+ 2019年）
- 1929年 - スニール・ダット、政治家、俳優、映画監督、映画プロデューサー（+ 2005年）
- 1930年 - 大塚道子、女優、声優（+ 2013年）
- 1930年 - 毛利秀雄、生物学者
- 1930年 - リップ・ホーク、プロレスラー（+ 2012年）
- 1931年 - 瀬川昌男、SF作家（+ 2011年）
- 1932年 - デイヴィッド・スコット、宇宙飛行士、空軍軍人
- 1932年 - ビリー・ホワイトロー、女優（+ 2014年）
- 1932年 - 大森郁之助、日本近代文学研究者（+ 2007年）
- 1932年 - デイヴィッド・スコット、宇宙飛行士、空軍軍人
- 1933年 - 篠沢秀夫、学習院大学名誉教授（+ 2017年）
- 1933年 - ハインリッヒ・ローラー、物理学者（+ 2013年）
- 1933年 - エリ・ブロード、実業家、フィランソロピスト（+ 2021年）
- 1934年 - アルベール2世、ベルギー王
- 1934年 - 山田太一、脚本家、小説家（+ 2023年）
- 1935年 - 阿井利治、元プロ野球選手
- 1936年 - 赤堀千恵美、料理研究家（+2019年）
- 1936年 - 内山田洋、作曲家（内山田洋とクール・ファイブ）（+ 2006年）
- 1936年 - ダッグバーティ・ラーマナイドゥ、映画プロデューサー、政治家（+ 2015年）
- 1936年 - リーヴァイ・スタッブス、歌手・俳優（+ 2008年）
- 1939年 - ルイ・アンドリーセン、作曲家、ピアニスト（+ 2021年）
- 1939年 - 林美智子、女優
- 1942年 - 那須正幹、児童文学作家　(+ 2021年）
- 1943年 - リチャード・スモーリー、化学者（+ 2005年）
- 1944年 - 久米田正明、実業家、ロジフレックス代表取締役社長、馬主
- 1944年 - フィリップ・シャープ、分子生物学者
- 1944年 - トミー・スミス、陸上競技選手
- 1944年 - モンティ・アレキサンダー、ジャズ・ピアニスト
- 1946年 - 中尾ミエ、歌手
- 1946年 - トニー・レヴィン、ベーシスト
- 1947年 - ロバート・イングランド、映画俳優
- 1948年 - 鈴木政二、政治家
- 1948年 - 奥柿幸雄、元プロ野球選手
- 1949年 - 前田三夫、高校野球指導者
- 1949年 - ロバート・イングランド、俳優
- 1950年 - 渡部司、元プロ野球選手
- 1951年 - 高原敬武、元レーシングドライバー
- 1952年 - ハーヴェイ・ファイアスタイン、俳優、作家、歌手
- 1952年 - 高橋幸宏、ミュージシャン、音楽プロデューサー（+ 2023年）
- 1952年 - ウガンダ・トラ、タレント、ドラマー（+ 2008年）
- 1953年 - 山岸潤史、ギタリスト
- 1953年 - 大河原栄、元プロ野球選手
- 1954年 - 笹原忠義、実業家、元アナウンサー（+ 2014年）
- 1954年 - ヴワディスワフ・ジュムダ、元サッカー選手
- 1955年 - クリス・ナイマン、元プロ野球選手
- 1955年 - 竹口幸紀、元プロ野球選手
- 1955年 - サム・サイモン、テレビプロデューサー、脚本家（+ 2015年）
- 1956年 - ビョルン・ボルグ、元プロテニス選手
- 1957年 - 三輪修平、漫画家
- 1957年 - 小河原智子、似顔絵アーティスト、漫画家、イラストレーター
- 1957年 - 大島映二、将棋棋士
- 1957年 - マックス・ベナブル、元プロ野球選手
- 1959年 - 山本ゆか里、女優、元アイドル
- 1959年 - コリン・クイン、俳優
- 1960年 - 小川史、元プロ野球選手
- 1960年 - スティーヴ・ヴァイ、ギタリスト
- 1961年 - 山本和彦、法学者、大学教授
- 1961年 - 小夏ゆみこ、女優、声優
- 1961年 - トム・アラヤ、ミュージシャン（スレイヤー）
- 1962年 - 是枝裕和、映画監督
- 1962年 - 高仁秀治、元プロ野球選手
- 1963年 - ジェイソン・アイザックス、俳優
- 1963年 - 宮島大典、政治家
- 1964年 - 岡宮道生、ゲームプロデューサー、作曲家
- 1965年 - 緒方恵美、声優
- 1965年 - 久保田修、作曲家、ピアニスト
- 1965年 - 土居健太郎、厚生・環境技官
- 1965年 - 丸谷佳織、政治家
- 1965年 - 高橋秀幸、プロレスラー
- 1965年 - 広瀬治、元サッカー選手
- 1966年 - 木谷高明、実業家、株式会社ブロッコリー及び株式会社ブシロード創業者
- 1966年 - フォール・ニャシンベ、政治家、トーゴ大統領
- 1966年 - アンソニー・イエボア、サッカー選手
- 1967年 - 吉田小南美、声優
- 1967年 - 寺尾英子、アナウンサー
- 1967年 - 菊地英二、ドラマー（THE YELLOW MONKEY）
- 1967年 - ポール・ジアマッティ、俳優
- 1968年 - 桜井秀俊、ミュージシャン（真心ブラザーズ）
- 1968年 - 山本ゆかり、歌手
- 1969年 - 五島良子、歌手
- 1970年 - 垣内哲也、元プロ野球選手
- 1970年 - 横尾太郎、ゲームクリエイター、漫画原作者
- 1971年 - 両國宏、俳優、元大相撲力士
- 1971年 - 大島直也、タレント、元お笑い芸人（元ドロンズ）
- 1971年 - 土肥ポン太、お笑い芸人（元スキヤキ）
- 1971年 - 風花舞、女優
- 1972年 - 葛西紀明、スキージャンプ選手
- 1972年 - 吉岡秀樹、元サッカー選手
- 1972年 - ジェフ・ウィリアムス、元プロ野球選手
- 1973年 - アヒト・イナザワ、ミュージシャン（VOLA & THE ORIENTAL MACHINE、元NUMBER GIRL、元ZAZEN BOYS）
- 1973年 - 根本隆輝、元プロ野球選手
- 1973年 - 沼田浩、元プロ野球選手
- 1973年 - 武藤孝司、元プロ野球選手
- 1973年 - 田中ロミオ、ゲームシナリオライター、小説家
- 1974年 - 小澤征悦、俳優、タレント、コメンテーター
- 1974年 - 高橋竜彦、プロゴルファー
- 1974年 - 小田雅久仁、小説家
- 1974年 - ダラス・トーラー＝ウェイド、ミュージシャン
- 1974年 - アンクル・クラッカー、ミュージシャン
- 1974年 - ソーニャ・ヴァルゲル、女優
- 1975年 - 豊本明長、お笑い芸人（東京03）
- 1975年 - 陳綺貞（チアー・チェン）、シンガーソングライター
- 1976年 - 小峠英二、お笑い芸人（バイきんぐ）
- 1976年 - SHIHO、モデル
- 1976年 - 筒井敦史、競輪選手
- 1977年 - クリストファー・ライト、元プロ野球選手
- 1977年 - デヴィッド・コノリー、元サッカー選手
- 1978年 - 木村悟、俳優
- 1979年 - 尾羽智加子、女優
- 1979年 - ロベルト・デ・ゼルビ、元サッカー選手、指導者
- 1980年 - 椎橋寛、漫画家
- 1980年 - ルイス・トーレス、プロ野球選手
- 1980年 - マット・ベライル、元プロ野球選手
- 1980年 - ピート・ヘグセス、テレビ司会者、作家、陸軍州兵
- 1981年 - 宮﨑大輔、ハンドボール選手
- 1981年 - 雨宮奈生、グラビアアイドル
- 1981年 - ヤノマサシ、ドラマー（POLYSICS）
- 1982年 - 三遊亭小とり、落語家
- 1982年 - 大坂俊介、元俳優、元歌手
- 1983年 - 椎橋和義、声優
- 1983年 - 郭敬明、作家
- 1983年 - ミカエル・クローン＝デリ、サッカー選手
- 1983年 - ジャンナ・マイケルズ、ポルノ女優
- 1983年 - ラクシット・シェッティ、俳優、映画監督、映画プロデューサー
- 1984年 - 角田智美、フリーアナウンサー
- 1984年 - 高橋圭子、元アナウンサー
- 1984年 - 天宮まなみ、元AV女優
- 1984年 - 孫思音、元フィギュアスケート選手
- 1984年 - エミリアーノ・フルート、元プロ野球選手
- 1985年 - 斉川あい、元女優、元モデル
- 1985年 - 平山相太、元サッカー選手
- 1985年 - トリスタン・マグナソン、元プロ野球選手
- 1985年 - セバスティアン・ラーション、元サッカー選手
- 1985年 - ドリュー・ギャロウェイ、プロレスラー
- 1986年 - 田澤純一、プロ野球選手
- 1986年 - 山本奈知、競輪選手
- 1986年 - 藤原虹気、元プロ野球選手
- 1986年 - 于小洋、フィギュアスケート選手
- 1986年 - 和田直也、作曲家
- 1986年 - キム・ヒョンジュン、俳優
- 1987年 - 夏目佳奈、タレント
- 1987年 - 津田麻莉奈、歌手、タレント（元SDN48）
- 1987年 - カッシオ、サッカー選手
- 1987年 - 岩岡徹、歌手、ダンサー、俳優（Da-iCE）
- 1988年 - 斎藤佑樹、元プロ野球選手
- 1988年 - ジェレミー・ゴールド、プロ野球選手
- 1988年 - アレクセイ・ロゴノフ、フィギュアスケート選手
- 1988年 - 嘉央桑珠、俳優
- 1988年 - アンソニー・ピルキントン、元プロサッカー選手
- 1989年 - 輝馬、俳優
- 1989年 - 黒坂優香子、モデル、歌手（SILENT SIREN）
- 1989年 - 豊田沙希、元ストリッパー、AV女優、ヌードモデル
- 1990年 - 尾崎礼香、女優、タレント、グラビアアイドル
- 1990年 - 田井中茉莉亜、元グラビアアイドル
- 1990年 - マイク・G、ラッパー
- 1990年 - ライアン・ヒガ、コメディアン
- 1990年 - 山本徹矢、元プロ野球選手
- 1990年 - 工藤由夢、元サッカー選手
- 1990年 - ヴィド・ベレツ、サッカー選手
- 1990年 - ギャヴィン・ホイト、サッカー選手
- 1990年 - アンソニー・レンドン、プロ野球選手
- 1990年 - パプ・スアレ、サッカー選手
- 1991年 - 浅井マリカ[29]、モデル、レースクイーン
- 1991年 - 石橋良太、プロ野球選手
- 1991年 - 山田隼也、ハンドボール選手
- 1991年 - 米沢瑠美、元アイドル（元AKB48）
- 1991年 - ソン・ドンウン、歌手
- 1992年 - 村上愛、元歌手、元アイドル、元タレント（元℃-ute）
- 1992年 - キム・ヒョナ、歌手
- 1992年 - 鈴木侑輝、俳優
- 1992年 - 悠木ゆうか、グラビアアイドル
- 1992年 - 駒井善成、サッカー選手
- 1992年 - 中原大樹、元プロ野球選手
- 1992年 - ディアンドレ・ホプキンス、アメリカンフットボール選手
- 1993年 - 鈴木満梨奈、女優
- 1993年 - 田中あさみ、元ファッションモデル、元女優
- 1994年 - 屋比久知奈、女優
- 1994年 - 野津田岳人、サッカー選手
- 1994年 - 松田恵里、プロボクサー
- 1994年 - ストリーツ海飛、フェンシング選手
- 1994年 - 村田詩歩、元プロ野球選手
- 1994年 - イボン・ムボゴ、サッカー選手
- 1995年 - 坂井聖人、競泳選手
- 1995年 - ユリアン・グリーン、サッカー選手
- 1996年 - 井上祐貴、俳優
- 1996年 - 桑山聖生、ラグビー選手
- 1996年 - 浮田留衣（英語版）、アイスホッケー選手
- 1997年 - 薮正紘、俳優
- 1997年 - 千葉 、ギタリスト、YouTuber（元夕闇に誘いし漆黒の天使達）
- 1997年 - 村西良太、プロ野球選手
- 1997年 - 山口茜、バドミントン選手
- 1997年 - 鈴木悠介、バスケットボール選手
- 1997年 - ベンジャミン・ウィテカー、プロボクサー
- 1998年 - 野原梨沙、アナウンサー
- 1998年 - ケニー・ピケット、アメリカンフットボール選手
- 1999年 - 中村奨成、プロ野球選手
- 1999年 - 徳山壮磨、プロ野球選手
- 2000年 - ヘチャン、アイドル（NCT）
- 2000年 - Vaundy、ミュージシャン
- 2000年 - 中川莉奈、元プロ野球選手
- 2001年 - ねお、ファッションモデル
- 2001年 - 田邉彩七、バレーボール選手
- 2001年 - ラヤン・アイト＝ヌーリ、サッカー選手
- 2002年 - 柳瀬楓菜、サッカー選手
- 2002年 - 長谷みこと、アイドル（GEMS COMPANY）、Vtuber
- 2004年 - 田中晴也、プロ野球選手
- 2005年 - 山時聡真、俳優
- 2005年 - 武田陸玖、プロ野球選手
- 2007年 - 葉月にこ、アイドル
- 生年不詳 - 藤丞めぐる、漫画家
- 生年不詳 - あかつき美邑、漫画家、イラストレーター
- 生年不詳 - バーニア600、イラストレーター、漫画家
- 生年不詳 - 岩井勇一郎、ミュージシャン（New Cinema 蜥蜴、三枝夕夏 IN db）
- 生年不詳 - ダミアン浜田、ギタリスト（聖飢魔II）
- 生年不詳 - TSUKASA、歌手
- 生年不詳 - 女鹿伸樹、俳優、ナレーター
- 生年不詳 - 佐野愛、声優
- 生年不詳 - 福沙奈恵、声優
- 生年不詳 - 広深香菜、声優
- 生年不詳 - 三重野帆貴、声優
- 生年不詳 - 斎藤恵理、気象予報士

### 人物以外（動物など）
- 1994年 - メイセイオペラ、競走馬（+ 2016年）
- 2011年 - アドマイヤデウス、競走馬（+ 2017年）

## 忌日

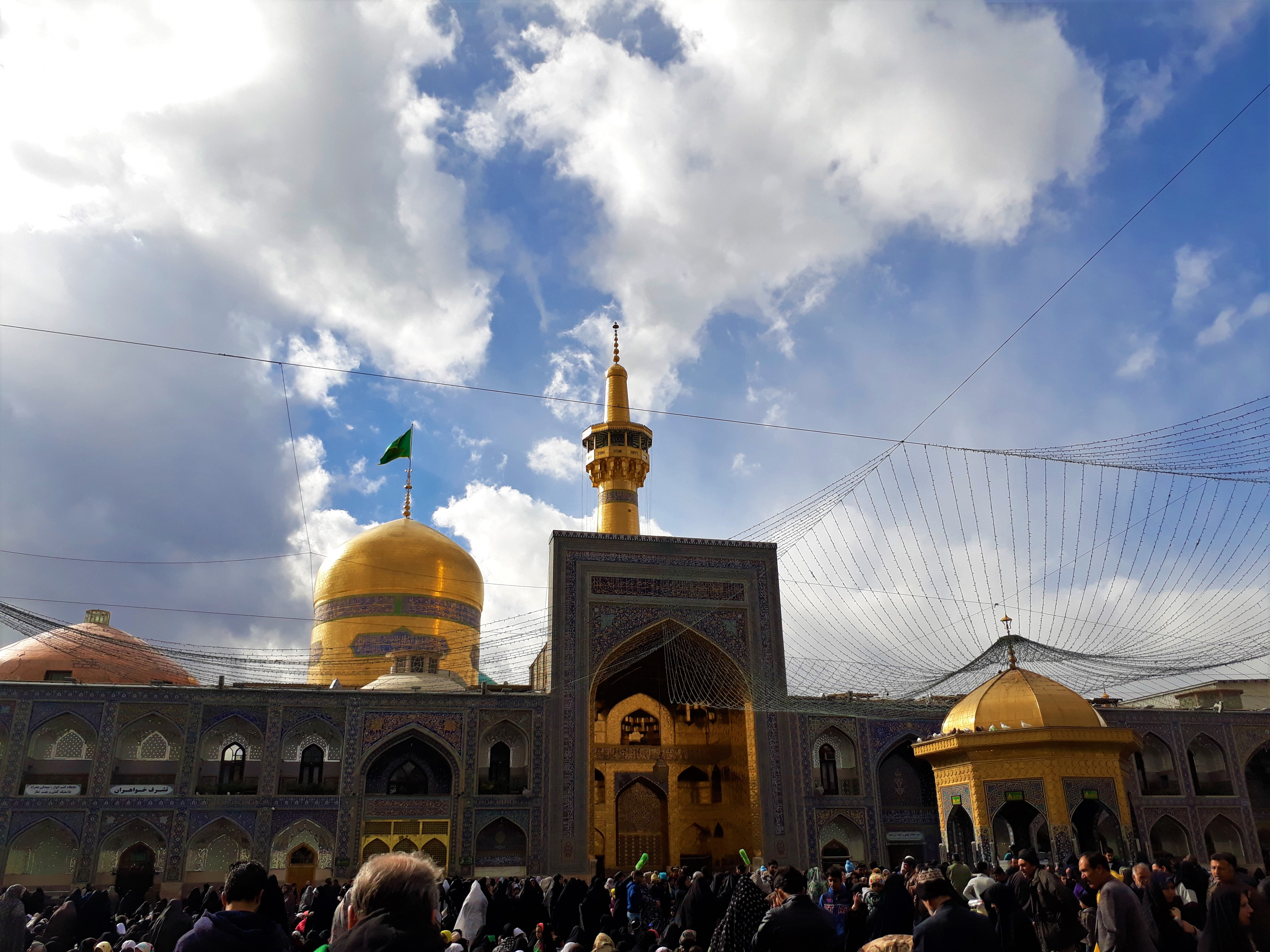
アリー・リダー(766-818)没。画像はマシュハド。

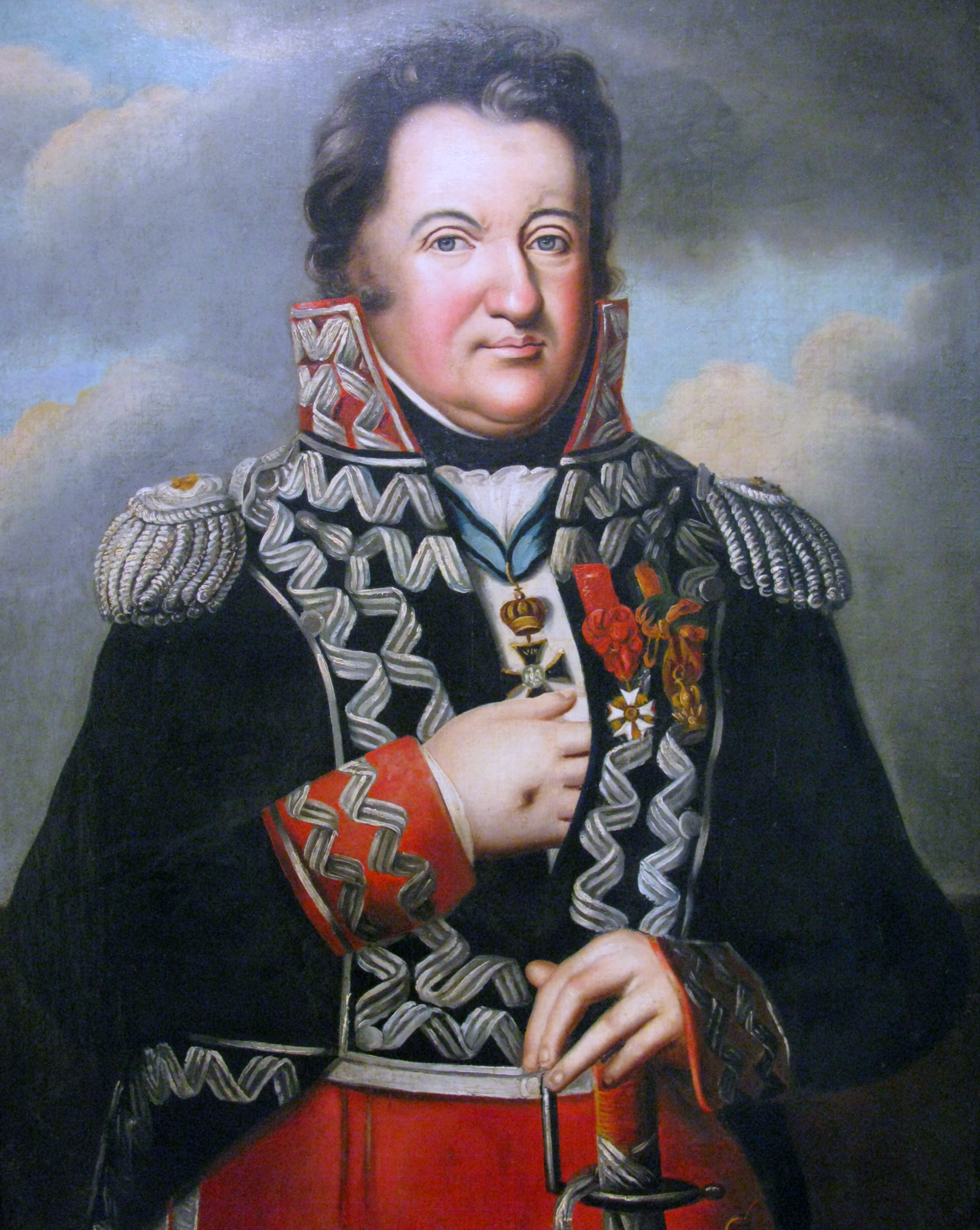
ポーランドの将軍ヤン・ヘンリク・ドンブロフスキ(1755-1818)没。

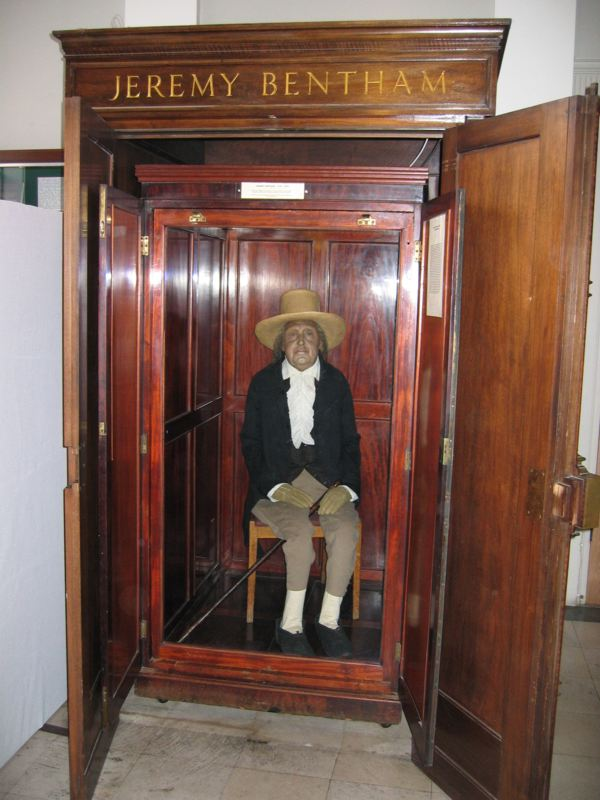
ジェレミ・ベンサム(1748-1832)没。画像は英国ロンドン大学にあるベンサムのミイラ。

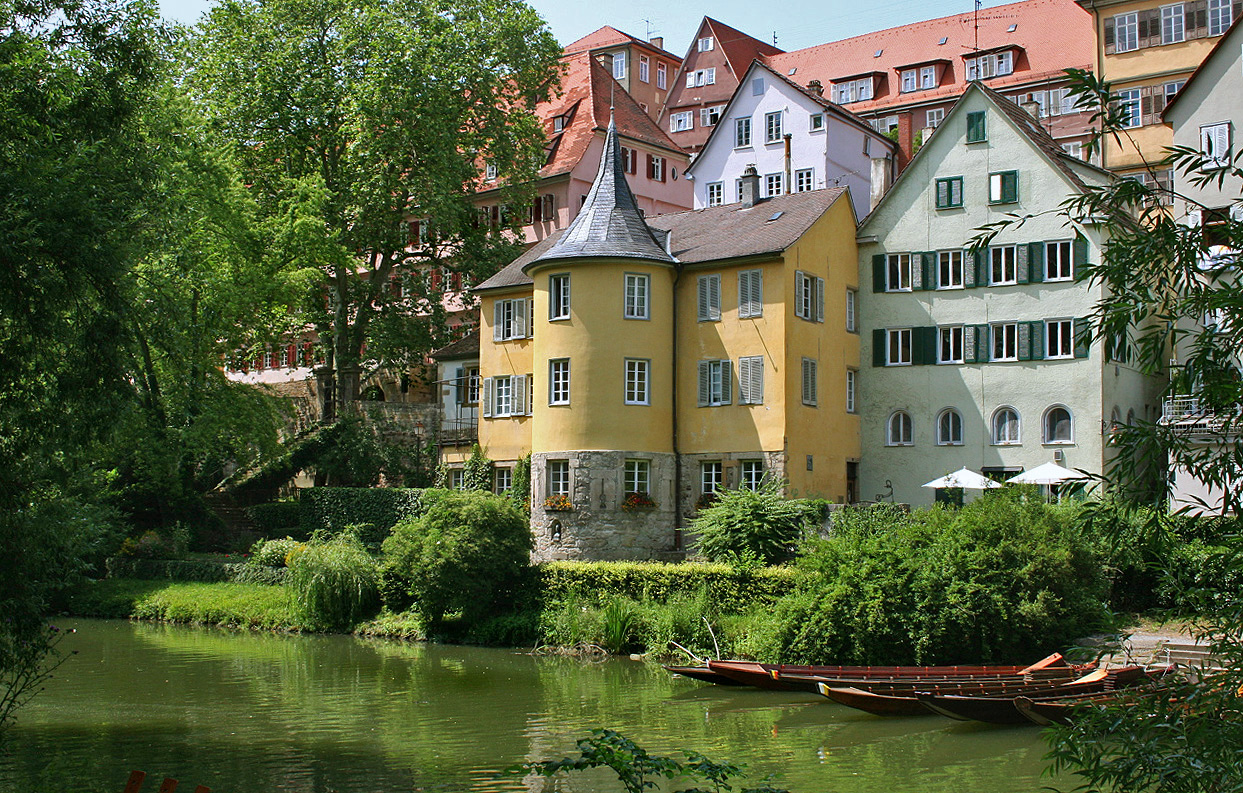
詩人フリードリヒ・ヘルダーリン(1770-1843)没。画像はヘルダーリン塔。

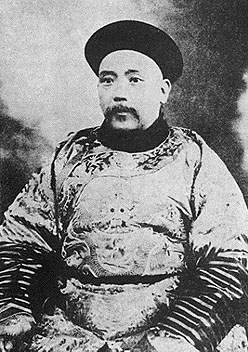
中華民国の初代大統領、袁世凱(1859-1916)没。

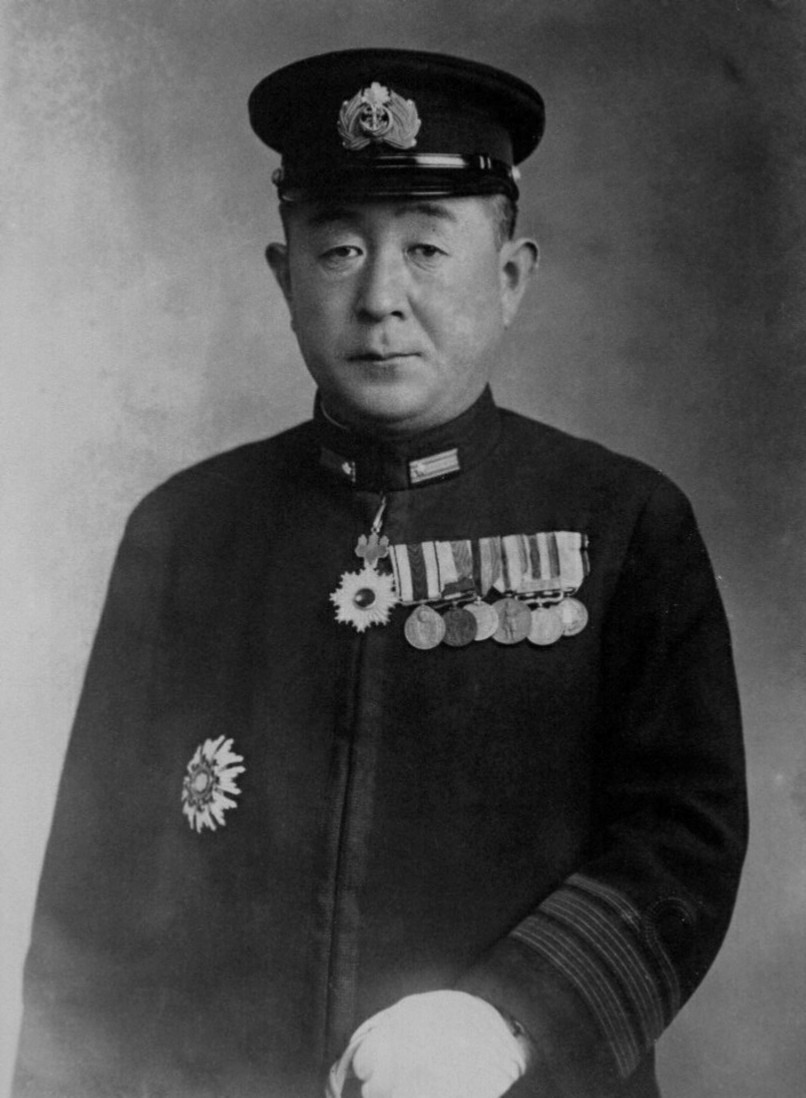
海軍中将山口多聞(1892-1942)、ミッドウェー海戦で戦死。過酷な訓練で部下の事故死が多発。「人殺し多聞丸」の異名を取った。青山霊園（東1地区1種ロ-8-1）に眠る。

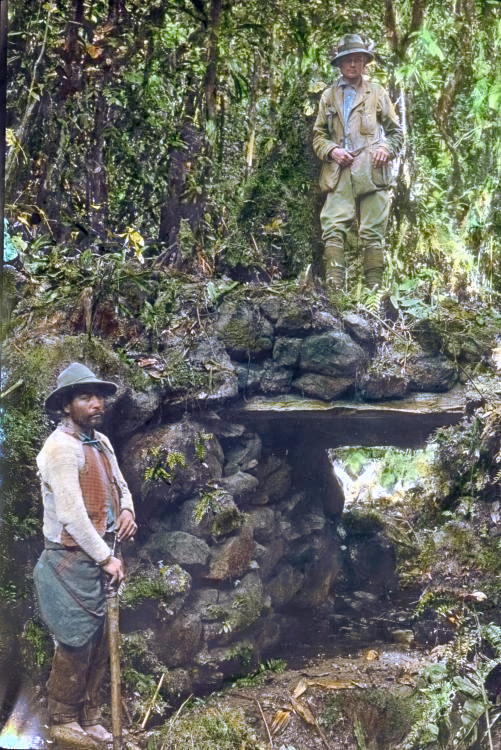
マチュ・ピチュ遺跡（画像）を発見した探検家ハイラム・ビンガム(1875-1956)没。

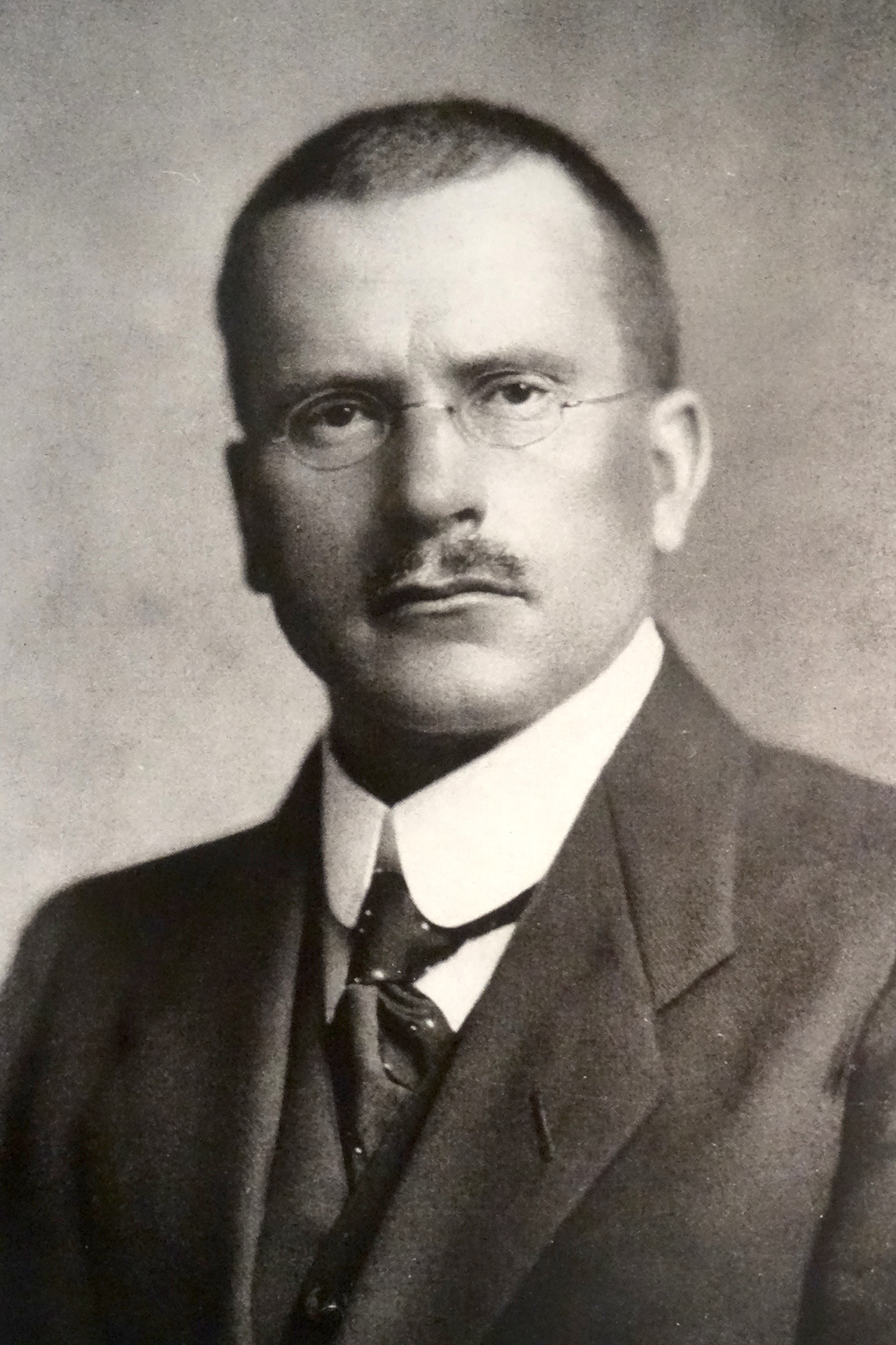
心理学者カール・グスタフ・ユング(1875-1961)没。

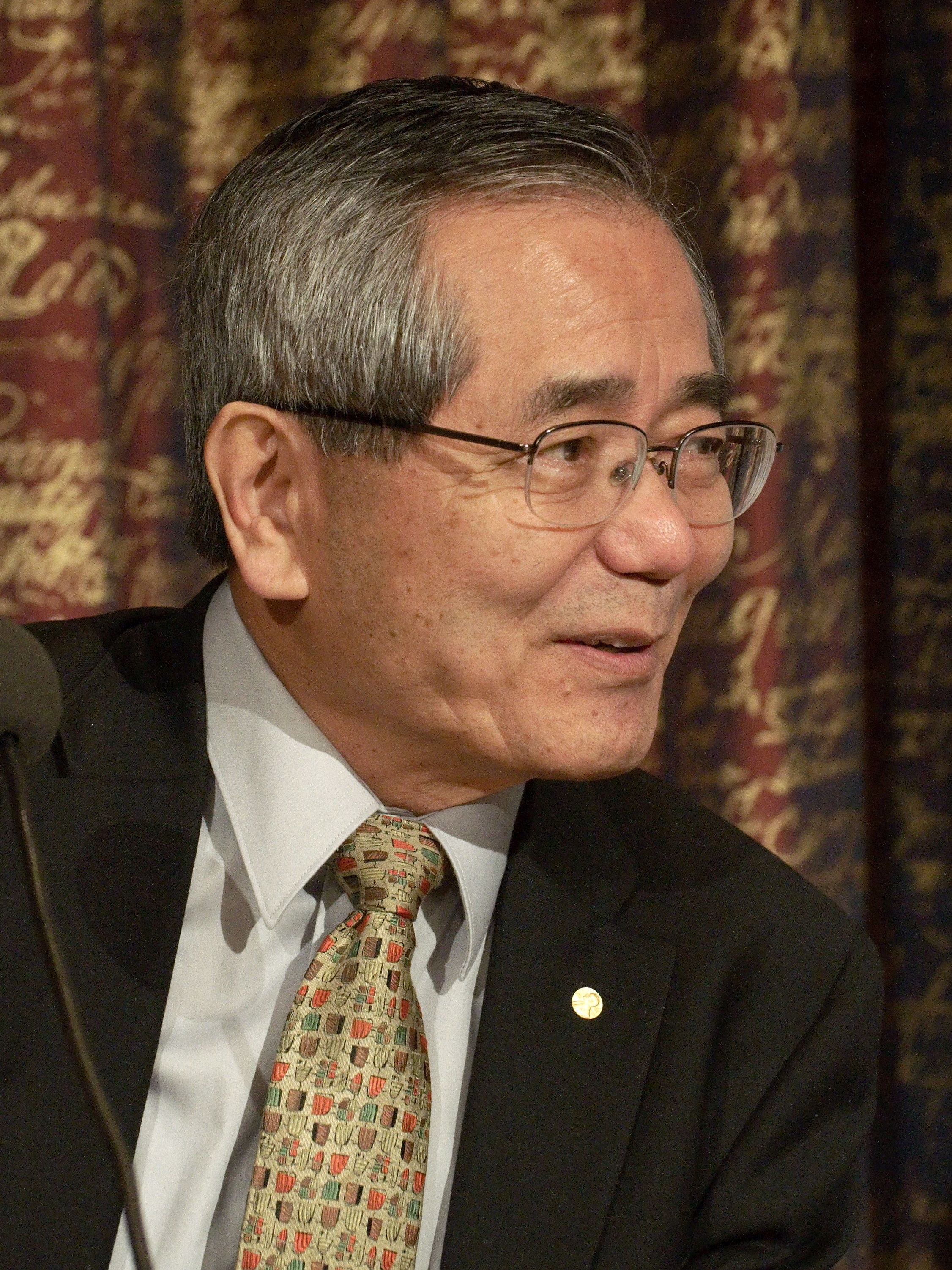
化学者根岸英一(1875-1961)没。2010年ノーベル化学賞を受賞。

- 818年 - アリー・リダー、イスラム教シーア派十二イマーム派の第8代イマーム（* 766年）
- 823年（弘仁14年4月24日） - 文室綿麻呂、公卿、征夷大将軍（* 765年）
- 913年 - アレクサンドロス、東ローマ帝国マケドニア王朝の第3代皇帝（* 870年頃）
- 1097年 - アニェス・ダキテーヌ、アラゴン王・ナバラ王ペドロ1世の妃（* 1072年末）
- 1184年（元暦元年4月26日） - 源義高、武将（* 1173年）
- 1185年（元暦2年5月7日） - 平能宗、武将（* 1178年?）
- 1217年 - エンリケ1世、カスティーリャ王（* 1204年）
- 1251年 - ギヨーム2世、フランドル伯（* 1224年）
- 1393年（明徳4年4月26日） - 後円融天皇、北朝第5代天皇（* 1359年）
- 1473年（文明6年5月11日） - 細川勝元、室町幕府の管領、応仁の乱の東軍総大将（* 1519年）
- 1508年 - エルコレ・ストロッツィ（英語版）、詩人（* 1473年）
- 1661年 - マルティノ・マルティニ、イエズス会修道士、中国学者（* 1614年）
- 1620年（元和6年5月6日） - 足利氏姫、最後の古河公方（* 1574年）
- 1638年（寛永15年4月24日） - 堀利重、初代玉取藩主（* 1581年）
- 1670年（寛文10年4月19日） - 大久保忠職、唐津藩主（* 1604年）
- 1695年（元禄8年4月25日） - 松平直矩、村上藩主（* 1642年）
- 1716年（正徳6年4月17日） - 公弁法親王、江戸時代の皇族（* 1669年）
- 1722年（享保7年4月23日） - 内藤政貞、第3代湯長谷藩主（* 1685年）
- 1729年（享保14年5月10日） - 松平義真、第3代梁川藩主（* 1714年）
- 1747年 - ジャン＝バティスト・バリエール、チェロ奏者、作曲家（* 1707年）
- 1769年（明和5年5月3日） - 板倉勝澄、第2代伊勢亀山藩主（* 1719年）
- 1783年（天明3年5月7日） - 松浦宝、平戸新田藩主（* 1749年）
- 1788年 - ベンジャミン・ウィルソン、画家、版画家、博物学者（* 1721年）
- 1799年 - パトリック・ヘンリー、アメリカ独立運動指導者、バージニア州知事（* 1736年）
- 1813年 - アレクサンドル＝テオドール・ブロンニャール（英語版）、建築家（* 1739年）
- 1818年 - ヤン・ヘンリク・ドンブロフスキ、軍人（* 1755年）
- 1824年（文政7年5月10日） - 松平頼前、第7代常陸府中藩主（* 1743年）
- 1832年 - ジェレミ・ベンサム、法学者（* 1748年）
- 1836年 - アントン、第2代ザクセン王（* 1755年）
- 1843年 - フリードリヒ・ヘルダーリン、詩人、思想家（* 1770年）
- 1844年（天保15年4月21日） - 松崎慊堂、儒学者（* 1771年）
- 1846年 - アデル・ロマニー、画家（* 1769年）
- 1851年（嘉永4年5月7日） - 内田正道、第7代小見川藩主（* 1828年）
- 1860年（万延元年4月17日） - 細川斉護、第10代熊本藩主（* 1804年）
- 1861年 - カミッロ・ベンソ・ディ・カヴール、イタリア王国初代首相（* 1810年）
- 1865年 - ウィリアム・クァントリル、アメリカ西部開拓時代のゲリラ部隊隊長（* 1837年）
- 1878年 - ロバート・スターリング、牧師、発明家（* 1790年）
- 1881年 - アンリ・ヴュータン、作曲家、ヴァイオリニスト（* 1820年）
- 1883年 - ヨーゼフ・ファールバッハ、作曲家、フルート奏者（* 1804年）
- 1891年 - ジョン・A・マクドナルド、初代・第3代カナダ首相（* 1815年）
- 1893年 - 寺島宗則、外交官（* 1832年）
- 1903年 - 清沢満之、哲学者（* 1863年）
- 1903年 - 藤井宣正、宗教家、探検家（* 1859年）
- 1914年 - カール・フーゴ・クロネッカー（英語版）、生理学者（* 1839年）
- 1916年 - 袁世凱、中華民国初代大総統（* 1859年）
- 1919年 - 井上円了、東洋大学創設者（* 1858年）
- 1925年 - ピエール・ルイス、小説家（* 1870年）
- 1936年 - イーモン・ダガン、アイルランド自由国上院議員（* 1874年）
- 1941年 - ルイ・シボレー、レーシングドライバー（* 1878年）
- 1942年 - 山口多聞、海軍軍人、第二航空戦隊司令官（* 1892年）
- 1942年 - 加来止男、海軍軍人、空母「飛龍」艦長（* 1893年）
- 1943年 - 中村不折、洋画家、書家（* 1866年）
- 1945年 - 渡辺静、プロ野球選手（* 1923年）
- 1946年 - ゲアハルト・ハウプトマン、劇作家（* 1862年）
- 1948年 - ルイ・リュミエール、映画発明者（* 1864年）
- 1954年 - フリッツ・カスパレク、登山家（* 1910年）
- 1956年 - ハイラム・ビンガム3世、探検家、元コネチカット州知事、元上院議員（* 1875年）
- 1958年 - 筈見恒夫、映画評論家（* 1908年）
- 1959年 - フリッツ・ケーグル（ドイツ語版）、化学者（* 1897年）
- 1960年 - 村松孝一、フルート製作者（* 1898年）
- 1961年 - カール・ユング、心理学者（* 1875年）
- 1962年 - イヴ・クライン、画家（* 1928年）
- 1962年 - トム・フィリス、オートバイレーサー（* 1931年）
- 1964年 - アルビナ・オシポウィッチ、元競泳選手、1928 アムステルダム五輪金メダリスト（* 1911年）
- 1967年 - 磯谷廉介、元香港占領地総督（* 1886年）
- 1968年 - ロバート・ケネディ、元アメリカ合衆国司法長官、上院議員（* 1925年）
- 1969年 - ロバート・ケネス・ウィルソン（英語版）、外科医、婦人科医（* 1899年）
- 1971年 - 藤枝泉介、政治家、、第13・14代自治大臣、第34代運輸大臣、第14代防衛庁長官、第4・5代総理府総務長官（* 1907年）
- 1972年 - 石田天海、奇術師（* 1889年）
- 1975年 - 大島浩、駐ドイツ特命全権大使、日本陸軍中将（* 1886年）
- 1976年 - デビッド・ジェイコブズ、陸上競技選手（* 1888年）
- 1976年 - ジャン・ポール・ゲティ、実業家、石油王（* 1892年）
- 1977年 - 筑波雪子、女優（* 1906年）
- 1978年 - 高杉晋一、実業家、元三菱電機社長（* 1892年）
- 1978年 - 北園克衛、詩人、写真家、デザイナー（* 1902年）
- 1979年 - ジャック・ヘイリー、俳優、コメディアン（* 1897年）
- 1980年 - 上田保、弁護士、政治家、初代～第4代大分市長（* 1894年）
- 1984年 - A・バートラム・チャンドラー、SF作家（* 1912年）
- 1987年 - 森茉莉、小説家（* 1903年）
- 1990年 - 関種子、ソプラノ歌手（* 1907年）
- 1991年 - 川﨑千春、京成電鉄元社長、オリエンタルランド元社長（* 1903年）
- 1991年 - スタン・ゲッツ、ジャズサクソフォーン奏者（* 1927年）
- 1993年 - 小谷正雄、分子物理学者（* 1906年）
- 1994年 - 渋谷昇、実業家、政治家、福山通運、ベッセル創業者（* 1904年）
- 1994年 - バリー・サリヴァン、俳優（* 1912年）
- 1996年 - ジョージ・スネル、生理学者（* 1903年）
- 1996年 - 小林重四郎、俳優、歌手（* 1909年）
- 1996年 - ハリー・アンダーソン（英語版）、サッカー選手（* 1913年）
- 1996年 - 北村久寿雄、水泳選手、1932年ロサンゼルス五輪金メダリスト（* 1917年）
- 1997年 - 戸倉勝城、元プロ野球選手（* 1914年）
- 1997年 - 三木鮎郎、ジャズ評論家、司会者（* 1924年）
- 1997年 - 正木良明、政治家（* 1925年）
- 1999年 - 徳川宗賢、言語学者（* 1930年）
- 2000年 - 飯島晴子、俳人（* 1921年）
- 2000年 - フレデリック・ダール（英語版）、推理作家（* 1921年）
- 2000年 - 梶山静六、政治家（* 1926年）
- 2001年 - ジョー・ダリオン（英語版）、ミュージカル作詞家（* 1911年）
- 2001年 - ダグラス・リルバーン、作曲家（* 1915年）
- 2001年 - 来栖良夫、児童文学作家（* 1916年）
- 2001年 - 中村正也、写真家、第3代日本広告写真家協会会長（* 1926年）
- 2001年 - 川島達三[30]、実業家、ニッセン会長（* 1932年）
- 2001年 - 真木沙織、女優（* 1939年）
- 2002年 - 永野藤夫、ドイツ文学者、横浜国立大学名誉教授（* 1918年）
- 2002年 - 下中邦彦、実業家、元平凡社社長（* 1925年）
- 2002年 - ロビン・クロスビー、ロックギタリスト（元ラット）（* 1959年）
- 2003年 - ケン・グリムウッド、SF作家、ファンタジー作家（* 1944年）
- 2004年 - ジュディ・キャンベル（英語版）、女優（* 1916年）
- 2005年 - 岡光夫、日本農業経済史学者、同志社大学名誉教授（* 1920年）
- 2005年 - ジークフリート・パルム、チェリスト（* 1927年）
- 2005年 - ダナ・エルカー、俳優（* 1927年）
- 2005年 - 草野昌一、実業家、編集者、作詞家、訳詞家（* 1931年）
- 2005年 - アン・バンクロフト、女優（* 1931年）
- 2006年 - 大東両、紙切り師、浪曲師（* 1929年）
- 2006年 - ビリー・プレストン、ミュージシャン（* 1946年）
- 2007年 - 南崎孝雄[31]、実業家、元三共（現第一三共）常務取締役（* 1930年または1931年）
- 2007年 - 安藤嘉治、政治家、実業家、元愛知県知多市長（* 1934年）
- 2008年 - フェレンツ・サンタ（英語版）、小説家（* 1927年）
- 2008年 - 田畑麦彦、小説家（* 1928年）
- 2008年 - 野田昌宏、SF作家（* 1933年）
- 2008年 - 関光徳、プロボクサー（* 1941年）
- 2008年 - 本多弘男[32]、実業家、ぷらっとホーム会長（* 1943年）
- 2008年 - 氷室冴子、小説家（* 1957年）
- 2009年 - 小山清茂、作曲家（* 1914年）
- 2009年 - ジャン・ドーセ、免疫学者、医師（* 1916年）
- 2009年 - 植木光教、政治家、第24代総理府総務長官、第5代沖縄開発庁長官（* 1927年）
- 2009年 - 大輝煌正人、元大相撲力士（* 1967年）
- 2010年 - 浅井成海、浄土真宗僧侶、仏教学者、龍谷大学名誉教授（* 1935年)
- 2010年 - マーヴィン・アイズレー（英語版）、ベーシスト（アイズレー・ブラザーズ）（* 1953年)
- 2011年 - 富田岩芳[33]、公認会計士、元等松・青木監査法人（現トーマツ）代表社員（* 1924年）
- 2011年 - 清水達雄、官僚、政治家、元国土事務次官（* 1934年）
- 2011年 - 竹田津敏信、モータージャーナリスト（* 1971年）
- 2012年 - 寬仁親王、皇族（* 1946年）
- 2013年 - ジェローム・カール、物理化学者（* 1918年）
- 2013年 - エスター・ウィリアムズ、女優（* 1921年）
- 2013年 - 丸木政臣、教育評論家、歌人、元和光学園副理事長（* 1924年）
- 2013年 - 森田峠、俳人（* 1924年）
- 2013年 - なだいなだ、精神科医、小説家（* 1929年）
- 2014年 - ローナ・ウィング、精神科医（* 1928年）
- 2014年 - エリック・ヒル、絵本作家（* 1927年）
- 2014年 - 三瓶明雄、農業従事者（* 1929年）
- 2015年 - ルドヴィーク・ヴァツリーク、著作家、ジャーナリスト（* 1926年）
- 2015年 - 長野靖尚、工学者、名古屋工業大学名誉教授（* 1943年）
- 2016年 - ピーター・シェーファー、劇作家（* 1926年）
- 2016年 - ヴィクトール・コルチノイ、チェスプレーヤー（* 1931年）
- 2016年 - ダン・ミラー、プロレスラー（* 1932年）
- 2016年 - 一色順心[34]、仏教学者、大谷大学名誉教授（* 1950年）
- 2016年 - テレサ・サルダナ、女優（* 1954年）
- 2016年 - キンボ・スライス、総合格闘家（* 1974年）
- 2017年 - 能川昭二、実業家、元コマツ社長（* 1927年）
- 2017年 - アドナン・カショギ、武器商人（* 1935年）
- 2017年 - 白鷹幸伯、鍛冶職人（* 1935年）
- 2017年 - 田原桂一、写真家（* 1951年）
- 2018年 - マリー・ウィルソン（英語版）、詩人、ハロルド・ウィルソン元英国首相夫人（* 1916年）
- 2018年 - レッド・ショーエンディーンスト、元プロ野球選手、監督（* 1923年）
- 2018年 - キラ・ムラートワ、映画監督、脚本家、女優（* 1934年）
- 2018年 - 吉川富雄[35]、実業家、前オータケ社長（* 1949年）
- 2018年 - フランツ・ヴケティッツ（ドイツ語版）、生物学者、科学哲学者（* 1955年）
- 2018年 - 寺尾次郎、ベーシスト、翻訳家（元シュガー・ベイブ）（* 1955年）
- 2018年 - ラルフ・サントーラ（イタリア語版）、ギタリスト（元ディーサイド、デス、アイスド・アース、オビチュアリー）（* 1969年）
- 2019年 - 田辺聖子、小説家（* 1928年）
- 2019年 - 森實孝郎[36]、官僚、元農林水産省構造改善局長、元東京穀物商品取引所理事長（* 1931年）
- 2019年 - ドクター・ジョン、ミュージシャン（* 1941年）
- 2019年 - 島武実、作詞家、音楽ディレクター、（プラスチックス）（* 1946年）
- 2020年 - 西端春枝[37]、実業家、真宗大谷派僧侶、元ニチイ（マイカルを経て現イオンリテール）共同創業者（* 1922年）
- 2020年 - 寺前巌、政治家（* 1926年）
- 2020年 - 奥野正男、考古学者（* 1931年）
- 2020年 - アラン・エルランド＝ブランダンブルグ（英語版）、美術史家（* 1937年）
- 2020年 - 荒憲一、ピアニスト（* 1939年）
- 2020年 - 黒川照家、ギタリスト（元1986オメガトライブ）（* 1951年）
- 2020年 - ラマダン・シャラハ、軍人、民兵組織指導者、元イスラーム聖戦事務総長（* 1958年）
- 2020年 - リシェ・コールドウェル（英語版）、元アメリカンフットボール選手（* 1979年）
- 2021年 - 荒川克郎、ジャーナリスト、元神戸新聞社・デイリースポーツ社社長（* 1926年）
- 2021年 - 茂木清夫、地震学者、火山学者、東京大学名誉教授、元地震予知連絡会会長（* 1929年）
- 2021年 - 根岸英一、化学者、2010年ノーベル化学賞受賞者、パデュー大学特別教授（* 1935年）
- 2021年 - レヴァス・ガブリアゼ（英語版）、映画監督、劇作家、作家、画家、彫刻家（* 1936年）
- 2021年 - マンスール・オジェ、実業家、元テクニーク・ダバンギャルドCEO（* 1952年）
- 2021年 - 山口雄也、闘病記著者（* 1997年）
- 2022年 - ジャンニ・クレリッチ、ジャーナリスト（* 1930年）
- 2022年 - ワレリー・リューミン、宇宙飛行士（* 1939年）
- 2023年 - 亀田弘行、防災学者、京都大学名誉教授（* 1939年）
- 2023年 - 斉藤昌子、声楽家、女優（* 1946年）
- 2023年 - 岩崎透、実業家、元小岩井農牧取締役、ブラジル東山農場会長（* 1950年）
- 2023年 - マイケル・マクファーレン、元陸上競技選手、1988年ソウル五輪銀メダリスト（* 1960年）
- 2024年 - 槇文彦、建築家（* 1928年）
- 2024年 - セルゲイ・ノヴィコフ、数学者（* 1938年）
- 2024年 - 島村武男、バリトン、オペラ歌手（* 1945年）
- 2024年 - 門倉有希、歌手（* 1973年）
- 2025年 - 大塚祐司、プロ野球選手（* 1940年）
- 2025年 - チャンギート、パーカッショニスト（* 1948年）
- 2025年 - 常盤秀次、アナウンサー、ラジオパーソナリティ（* 1955年）
- 2025年 - 藤ノ川祐兒、元大相撲力士（* 1960年）

## 記念日・年中行事

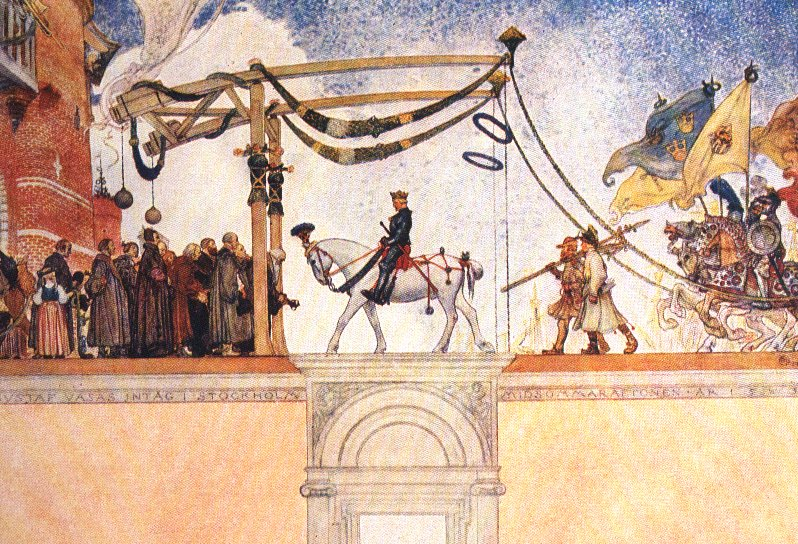
スウェーデンの建国記念日。1523年にカルマル同盟から離脱しグスタフ1世が即位

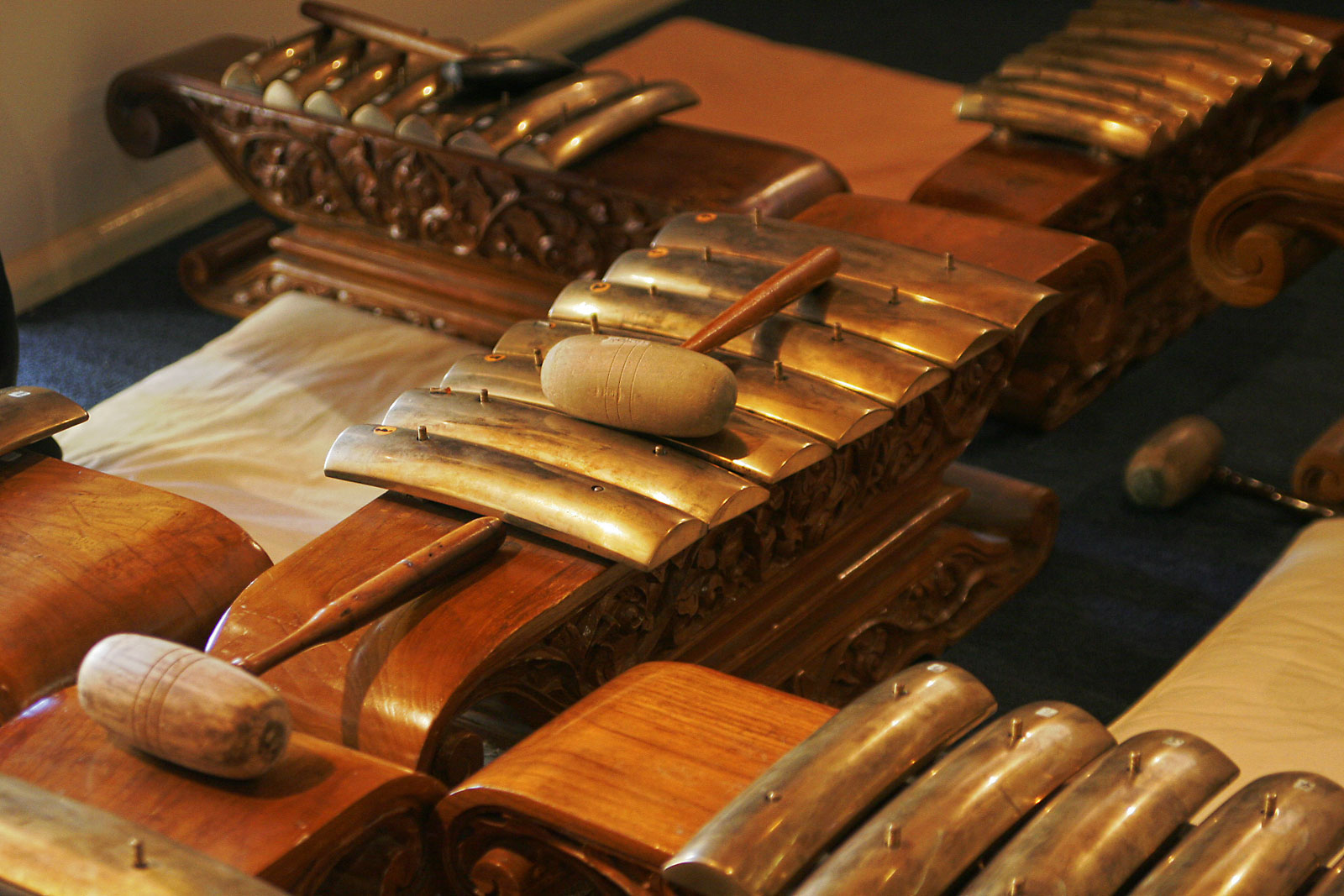
楽器の日。画像はインドネシアのガムラン楽器

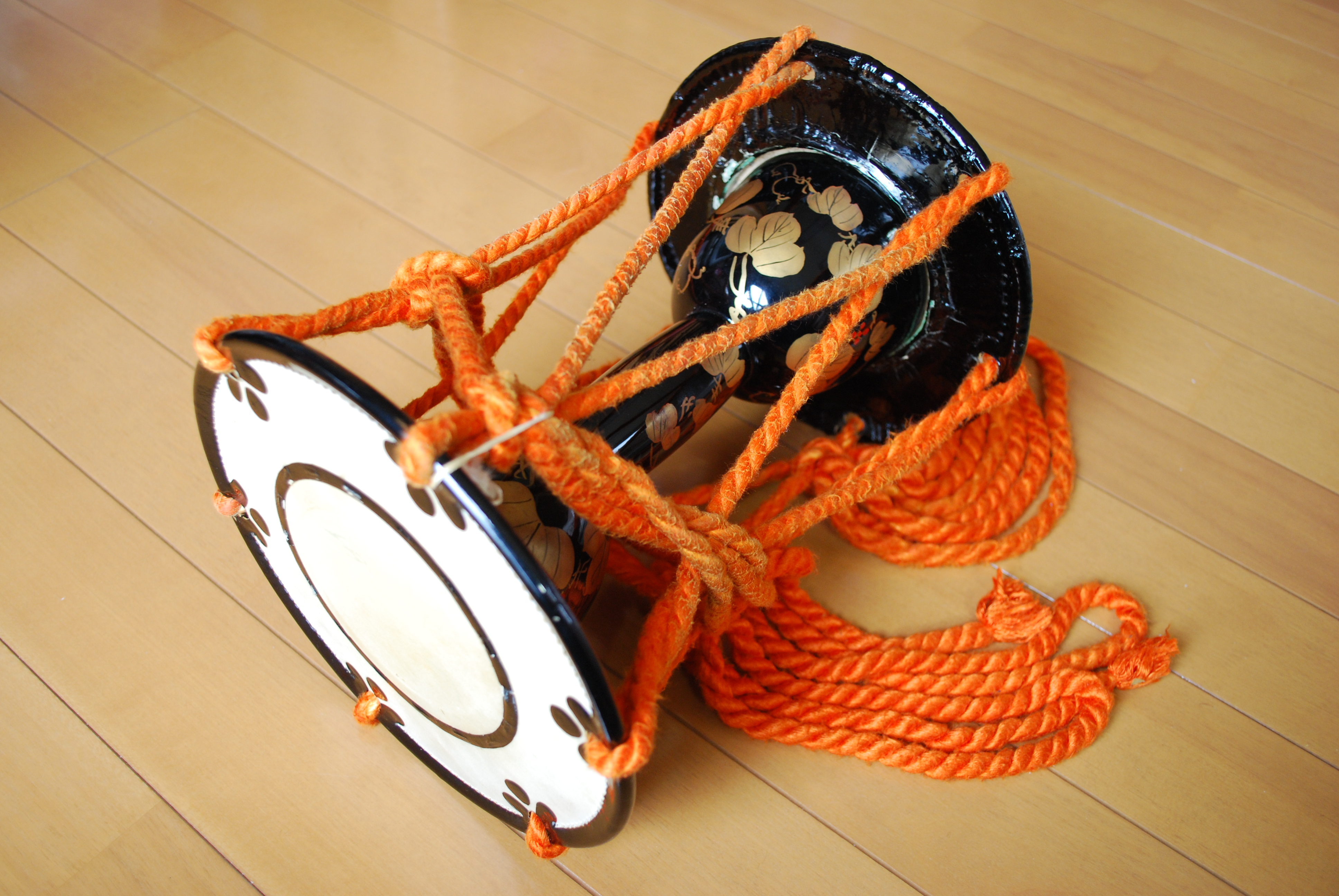
楽器の日、邦楽の日。画像は日本の鼓

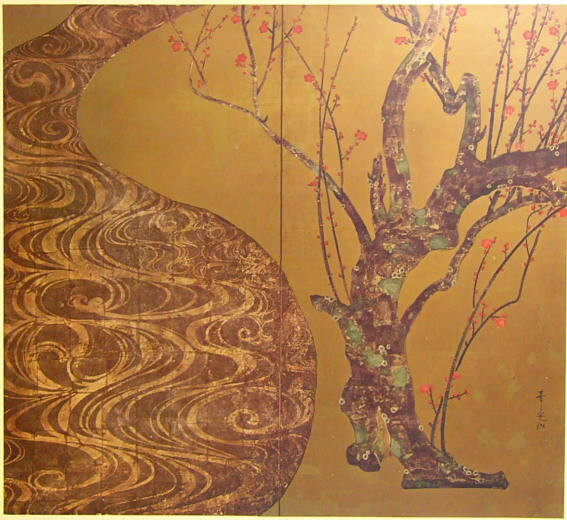
梅の日。画像は尾形光琳『紅白梅図屏風』

- 芒種（ 日本）
二十四節気の1つ。太陽の黄経が75度の時で、「稲・麦などの穀物の種をまくとされる時期」を表す。「芒種」の芒は「のぎ」と読み、イネ科の植物の穂先にある針状の突起のことを指す[38]。2027年までは、閏年とその翌年はこの日が芒種となる。
- 建国記念日 （ スウェーデン）
1523年6月6日、グスタフ･ヴァーサがスウェーデンの国王になり、カルマル同盟（デンマーク）から独立したことを記念[39]。
- 顯忠節（ 韓国）
独立運動や戦争で祖国のために亡くなった殉国者を追悼する日。
- 教師の日（ ボリビア）
- ハンチントン病啓発の日（ アメリカ合衆国）
- 全国アイケアデー（ 中華人民共和国）
- おけいこの日（ 日本）
古くから6月6日は習い事を始めるのに良い日とされており、芸事に関して以下のような記念日が定められている[40]。
  - 楽器の日（ 日本）
全国楽器協会が1970年に制定。芸事の手習いは6歳の6月6日[注釈 1]から始めると上達すると言われていることから[41]。
  - 邦楽の日（ 日本）
東京邦楽器商協会（現 東京邦楽器商工業協同組合）が1985年に制定。古来より6歳の6月6日が手習いの開始の日とされていて、特に行儀の基礎として三味線、琴を習い始める子供が多かったことに由来する[42][43]。
  - いけばなの日（ 日本）
公益財団法人日本いけばな芸術協会が2020年に制定。いけばなの技術習得だけでなく、花に直接触れることで、人間性を豊かにしてもらいたいとの願いから。日付は古くから「芸事の稽古始めは6歳の6月6日から」といることにちなむ[44][45]。
- らっきょうの日（ 日本）
栃木県栃木市の岩下食品株式会社が制定[46]。古来、漢方にも使われてきたらっきょうを、多くの人楽しんでもらうのが目的。日付は、この時期がらっきょうの旬で、漢字の「六」が根菜であるらっきょうが土の中で育つイメージがあることと、数字の「6」がらっきょうの形に似ていることから[47]。
- 飲み水の日（ 日本）
東京都薬剤師会公衆衛生委員会が1990年に制定。世界環境デーの翌日。
- 大麦の日（ 日本）
大麦を使った洋菓子（ダクワーズ）を日本で初めて開発した株式会社大麦工房ロアが、大麦の魅力を広く伝えることを目的に制定。日付は、麦秋の季節である6月と、大麦を「0（オー）6（麦）」と読むのを組み合わせたもの[48]。
- 梅の日（ 日本）
1545年6月6日（天文14年4月17日）、京都・賀茂御祖神社（下鴨神社）と賀茂別雷神社（上賀茂神社）の例祭である葵祭で後奈良天皇が梅を奉納したところ、とたんに恵みの雨が降って五穀豊穣をもたらしたという故事にちなみ、梅の産地である和歌山県田辺市の「紀州梅の会」が2006年に制定[49][50]。
- ロムの日（ 日本）
ROM（ロム）の書き込み業務を行う埼玉県新座市の株式会社ロムテックが制定。ROMについて認識を深めてもらうことが目的[51]。日付は、6と6で「ロム」の語呂合わせから。
- 山形さくらんぼの日（ 日本）
JA全農山形及び山形県が2013年に制定[52]。なお、山形県寒河江市は、1990年に6月の第3日曜日を｢寒河江市さくらんぼの日」に制定している[53]。
- 補聴器の日（ 日本）
全国補聴器販売店協会が全国補聴器メーカー協議会（現・日本補聴器工業会）との共催で1999年に制定[54]。全国補聴器メーカー協議会が2001年に日本記念日協会に登録した[54]。日付は、6を2つ向かい合わせにすると耳の形に見えることから。なお、数字の「3」を「ミ」と読むことから、3月3日が「耳の日」（「33」で「ミミ」）になっている。
- ローカロリーな食生活の日（ 日本）
株式会社アイケイが制定。毎日の食事のカロリーに興味を持つことで、賢く健康的な食生活を送ってもらうことが目的。日付は、「ロー（6）カロ（6）リー」の語呂合わせと「無理（6月）をしない、無駄（6日）にカロリーを摂取しない」との意味から[55]。
- ロールケーキの日（ 日本） 
小倉ロールケーキ研究会が制定。ロールケーキの「ロ」の音と、「6」の形がロールケーキの巻いている形状に見えることから[56]。
- ワイパーの日（ 日本）
日本ワイパーブレード連合会が制定。6月はワイパーがよく使われる梅雨の時期であり、ワイパーは2本1組であることから同じ数字が並ぶこの日を記念日とした[57]。
- 吹き戻しの日（ 日本）
株式会社吹き戻しの里の申請により日本記念日協会が2016年9月に登録。「吹き戻し」の形が「6」に似ていることから[58]。
- かえるの日（ 日本）
作家・矢島さらが1998年に制定[43]。かえるの鳴き声「けろ(6)けろ(6)」の語呂合わせ。
- 兄の日（ 日本）
姉妹型・兄弟型の研究者、畑田国男が1992年に制定[43]。ちなみに3月6日は「弟の日」、9月6日は「妹の日」、12月6日は「姉の日」である。
- 恐怖の日
キリスト教の聖典『新約聖書』の中で、世界の終末を描いた『ヨハネの黙示録』に「獣の数字」として登場する「666」に因む。
- ナショナル・ヨーヨー・デー（ アメリカ合衆国）
ヨーヨーを世界的に有名にしたドナルド・F・ダンカン（英語版）の誕生日に由来[59]。なお、日本では1998年に日本ヨーヨー協会が、4月4日を「ヨーヨーの日」に制定している[60]。
- バイオバンクの日
バイオバンクとは、血液や組織などの生体試料と診療情報を保管・活用する仕組みで、医学研究に役立てられている。名称(biobank)に含まれる2つの「b」が数字の6に似ていることから、6月6日に定められた[61]。

## その他
- 楽曲「かわいいコックさん」「ドラえもん・えかきうた」の歌詞に6月6日が登場する。どちらも両腕の形を表現している。なお、「ドラえもん・えかきうた」の英語版「A "DRAW DORAEMON" SONG」では、両腕の形を6月6日ではなく「2つのサクランボ (two cherries)」と表現している。